# Перемишль
Пере́мишль (лат. Premislia, пол. Przemyśl, нім. Premissel) — місто у Підкарпатському воєводстві Польщі. Адміністративний центр Перемиського повіту. Розташоване на річці Сян, за 14 кілометрів на захід від українсько-польського кордону. Засноване у ІХ—X ст. Входило до складу Київської Русі та Галицького князівства. Короткий час було столицею удільного Перемишльського князівства, очолюваного галицькою гілкою династії родом від Київських князів. У 1389 році місто отримало магдебурзьке право. Основа економіки — деревообробна промисловість, текстиль, туризм. Важливий транспортний центр. Визначними пам'ятками міста є Собор Івана Хрестителя, Перемиський замок, Францисканський костел. Площа міста — 43,76 км². Населення — 56 466 осіб (2023).
11 липня 2022 року місту присвоєна почесна відзнака України «Місто-рятівник».

## Назва
- Пере́мишль — традиційна українська назва.
- Перемишель, Перемисль — альтернативні українські назви.
- Пшемишль (пол. Przemyśl, МФА: ['pʂεmɨɕl]; їд. פּשעמישל, Pshemishl) — польська і єврейська назви.
- Преміссель (нім. Premissel) — німецька назва.
- Преміслія (лат. Premislia) — латинська назва, що використовувалася у діловій та церковній документації.

## Географія

### Клімат
Розташовується в зоні помірного континентального клімату. Найтепліший місяць — липень із середньою температурою 17,8 °C. Найхолодніший місяць — січень, із середньою температурою −2,2 °С.
| Клімат Перемишля        | Клімат Перемишля | Клімат Перемишля | Клімат Перемишля | Клімат Перемишля | Клімат Перемишля | Клімат Перемишля | Клімат Перемишля | Клімат Перемишля | Клімат Перемишля | Клімат Перемишля | Клімат Перемишля | Клімат Перемишля | Клімат Перемишля |
| Показник                | Січ.             | Лют.             | Бер.             | Квіт.            | Трав.            | Черв.            | Лип.             | Серп.            | Вер.             | Жовт.            | Лист.            | Груд.            | Рік              |
| Абсолютний максимум, °C | 12               | 19               | 22               | 25               | 28               | 31               | 33               | 31               | 28               | 25               | 18               | 17               | 33               |
| Середній максимум, °C   | 0                | 0                | 6                | 11               | 17               | 20               | 21               | 21               | 17               | 11               | 5                | 1                | 11               |
| Середня температура, °C | −2               | −1               | 3                | 7                | 13               | 16               | 17               | 17               | 13               | 8                | 3                | 0                | 8                |
| Середній мінімум, °C    | −5               | −4               | 0                | 3                | 8                | 11               | 13               | 12               | 10               | 5                | 0                | −2               | 4                |
| Абсолютний мінімум, °C  | −25              | −25              | −19              | −5               | −2               | 2                | 5                | 6                | −2               | −7               | −12              | −18              | −25              |
| Норма опадів, мм        | 30               | 30               | 30               | 40               | 70               | 90               | 90               | 70               | 50               | 40               | 40               | 40               | 660              |
| ----------------------- | ---------------- | ---------------- | ---------------- | ---------------- | ---------------- | ---------------- | ---------------- | ---------------- | ---------------- | ---------------- | ---------------- | ---------------- | ---------------- |
| Джерело: Weatherbase    |                  |                  |                  |                  |                  |                  |                  |                  |                  |                  |                  |                  |                  |

### Райони міста
- Бакончиці (пол. Bakończyce[10])
- Болоні (пол. Błonie)
- Варненчика (пол. Warneńczyka)
- Венявського (пол. Wieniawskiego)
- Владиче
- Вовче (Вільче, пол. Wilcze)
- Винна Гора (пол. Winna Góra)
- Засяння (пол. Zasanie)
- Знесіння
- Кміти (пол. Kmiecie)
- Кругель Великий (пол. Kruhel Wielki)
- Липовиця (пол. Lipowica)
- Оседля рицарське (пол. Osiedle Rycerskie)
- Перекопана (пол. Przekopana)
- Підгір'я
- Підзамче
- Сілець (пол. Sielec)
- Старе Замчисько

## Історія

### Середньовіччя. Новий час

#### Передісторія

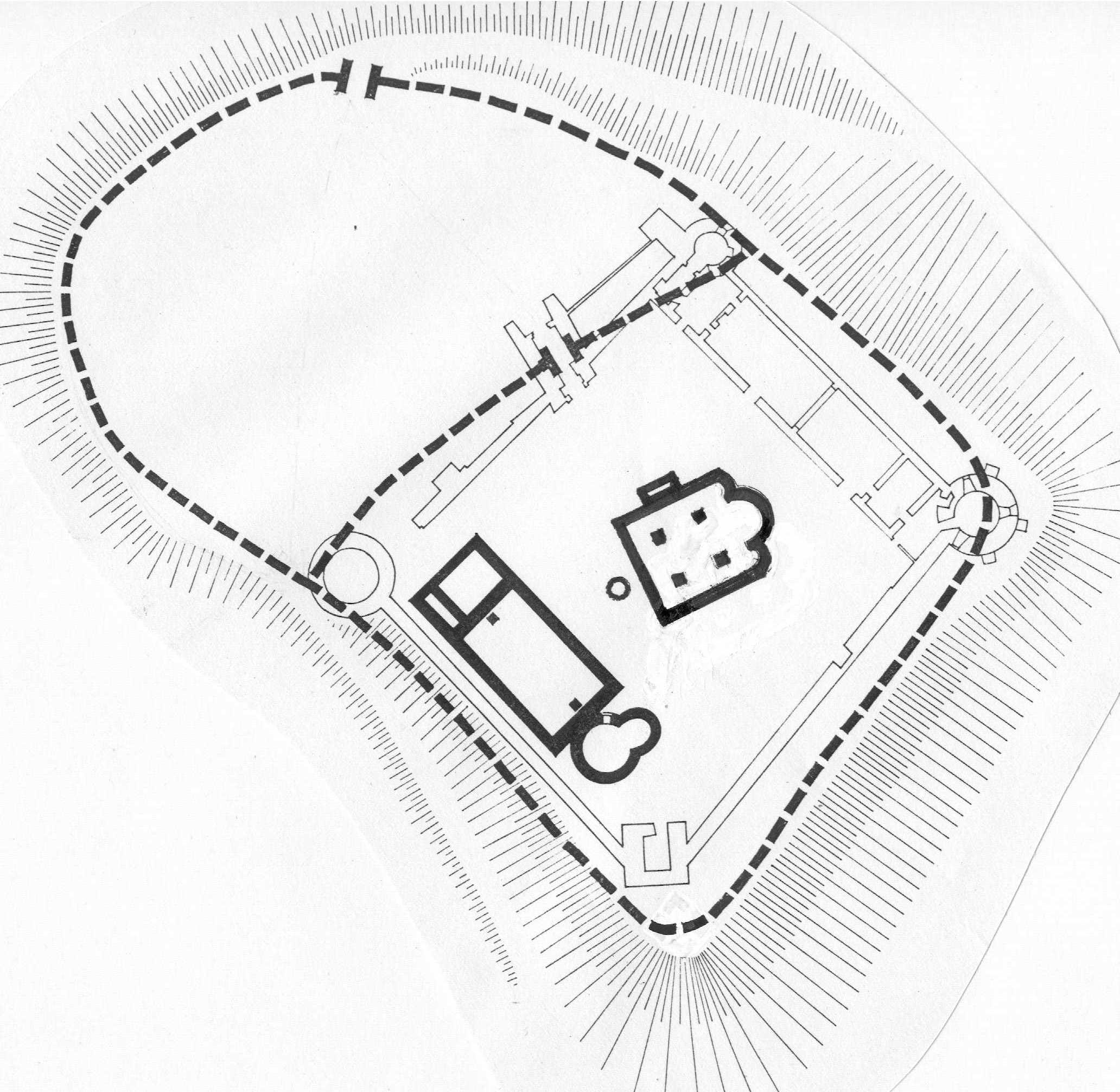
Перемиський замок. Палацовий комплекс з каплицею та кафедральний собор Володаря Ростиславича в XII столітті, (реконструкція В. Петрика).

Історія Перемишля до його першої згадки в 981 році залишається невідомою. В історіографії висловлювались різні припущення щодо виникнення міста та населення, яке мешкало навколо. Археологічні пам'ятки засвідчують східно-слов'янський характер місцевих жителів, які належали ареалу проживання племен дулібів і хорватів. Серед відомих припущень про заснування міста є гіпотеза про великоморавські впливи в регіоні, які частково підтверджує згадка про східні кордони Празького єпископства в одній із грамот-фальсифікатів (1086). Крім того, відомою є оповідь про заснування міста чеським королем Пржемиславом, яка наведена в одній із хронік Яна Длугоша. Ярослав Пастернак висловлював твердження, що Перемишль розвинувся як центр племені білих хорватів, яке у IX столітті, за часів правління київського князя Олега, увійшло до складу Русі. У період формування держави П'ястів, місто, ймовірно, було завойоване Мешком I та перебувало під контролем його польської держави від 970 до 981 рр., тобто до часу походу Володимира, коли Перемишль вперше згадується у вірогідному джерелі.
У польській історіографії, з другої половини ХХ століття, набула поширення гіпотеза про проживання на теренах Надсяння племені лендзян, яке вони пов'язують із західно-слов'янською групою племен.

#### Русь
Перша згадка про Перемишль міститься у київському літописному зведенні Повість временних літ під 981 роком, коли воно було остаточно приєднане київським князем Володимиром Великим до Руси та, згодом, стало центром удільного князівства Рюрика та Володаря Ростиславовичів, яке згодом отримало назву Галицького. 1018 року Перемишль приєднав до Польщі Болеслав I Хоробрий, але вже 1031 року київський князь Ярослав Мудрий його повернув. У 1071 році Перемишль був здобутий польським королем Болеславом II Сміливим. 1086 або 1087 року місто повернулося до Руси та закріпилося за його сином — Рюриком Ростиславичем, за правління якого перетворилося на центр Перемишльського князівства. До 1320 року відноситься згадка про надання Перемишлю (якійсь його частині) Магдебургського права князем Левом ІІ.
Перемишль був осідком одного з найдавніших на галицьких землях православного єпископства. Вважається, що на межі ХІ–XIII століть тут було написано Перемишльський літописний кодекс, у якому описано події боротьби Ростиславичів за утвердження своєї влади у Прикарпатті. Після перенесення головного політичного осідку до Галича, Перемишль залишався другим за важливістю містом краю, що час від часу ставало князівською резиденцією. Останнім князем, що жив у Перемишлі був Лев Данилович, котрий після об'єднання ним низки земель усього Галицько-Волинського князівства, переніс звідси свою резиденцію до Львова.

#### Польська доба

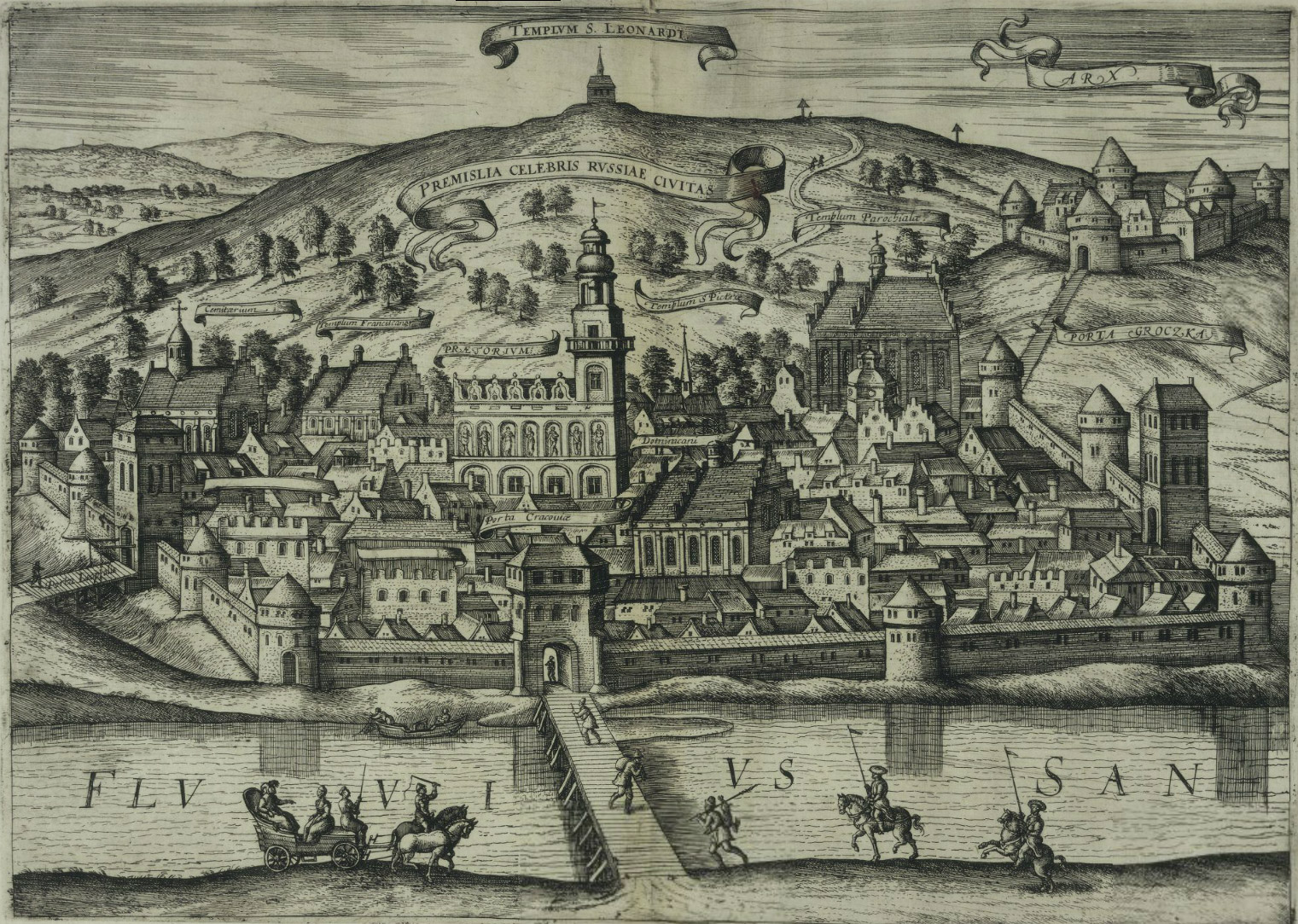
«Перемишль, відоме руське місто» (Premislia, celebris Rvssiae civitas; атласу Г.Брауна, 1617)

У 1340 році був зруйнований польським королем Казимиром III, однак, ще декілька років управлявся боярською радою на чолі із перемиським воєводою Дмитром Дедьком. В епоху воєн за галицько-волинську спадщину місто було визначним центром руської опозиції, яку вдалось зламати лише коштом різанини перемиських бояр, організованої краківськими феодалами. По завершенні сорокарічної боротьби за Галичину, місто опинилось під владою королеви Польщі Ядвіґи Анжуйської. В 1389 році чоловік Ядвіґи Владислав II Ягайло надав місту магдебурзьке право.
У пізньому Середньовіччі Перемишль, втративши свої столичні функції, розвивався як невеликий ремісницький осередок. Тут налічувалось до 18 цехів: шевців (уперше згадано в актах 1386 року), різників (1400), ковалів та слюсарів (1471), седлярів (1482), кушнірів (1509), столярів (1537), пекарів (1558), кравців (1561), броварників (1561), цирюльників (1574), ткачів (1578), капелюшників (1580), крамарів (1591), золотників та малярів (1625), гончарів (1634), музикантів (1754), мулярів та теслярів (1798). Кожен цех мав свою вежу на міських мурах. Населення міста було польським, єврейським, німецьким, руським (українським), чеським і вірменським.
У середині XVIII століття євреї становили 55,6 % (1692) населення, римо-католики — 39,5 % (1202), а греко-католики — 4,8 % (147).

#### Габсбурзька монархія
Після першого Поділу Польщі у 1772 році Перемишль увійшов до складу монархії Габсбургів (з 1804 — Австрійської імперії) та відродженого нею Королівства Галичини та Володимирії. На цей час у місті залишалось лише кілька тисяч мешканців.

##### Епоха єпископа Івана Снігурського (1818—1847)
За часів єпископства греко-католицького владики Івана Снігурського Перемишль став осередком культурного та освітнього розвитку Галичини.

##### Аматорський театр у Перемишлі
У 1849—1851 роках у місті активно діяв аматорський театр — театральне товариство на чолі з пані Саар, дружиною окружного старости, сестри пізнішого президента Державної ради Франца Смольки, який, заохочена прикладом Львова (та Коломиї, що започаткувала цей рух), заснувала патріотично налаштована молодь та інтеліґенція міста в листопаді 1848 року. О. Михайло Вербицький став його музичним керівником і композитором, виступав також як актор-співак.
Режисером став правник Іван Вітошинський. Над поповненням репертуару працювали духовні й світські інтелігенти (єпископ УГКЦ Тома Полянський, Михайло Полянський, Іван Вітошинський, о. Йосип Левицький, о. Юстин Желехівський), які перекладали польські та німецькі драми українською мовою. Всі твори цензурувала п. Саарова.
Музика в цих п'єсах відігравала дуже важливу роль, вносячи у вистави яскравий емоційний елемент, також наближувала чужомовні сюжети до українського колориту. Окрім М. Вербицького (тоді — канцеляриста консисторії), музику для вистав компонували викладач гімназії Гофман, керівник хору латинської катедри Ф. Лоренц, диригент хору греко-католицької катедри В. Серсавій (усі три чехи). Жіночі ролі виконували юнки з родин місцевої інтелігенції, чоловічі — місцеві богослови, правники. У виставах брали участь українки, польки, німки й одна французка.
Із збереженої афіші тих часів дізнаємося, що в неділю 14 січня 1849 року на сцені Народного дому поставлено комедію Івана Котляревського «Москаль чарівник». З інших джерел відомо, що ставилися у Перемишлі «Наталка Полтавка», «Старий візник Петра ІІІ», «Козак і охотник», «Проциха» і «Верховинці». Тільки протягом 1848—1849 років аматори поставили 15 драматичних п'єс, основу репертуару складали твори Івана Котляревського, Григорія Квітки-Основ'яненка, численні переробки зразків польської та німецької драматургії, які перемишлянці переносили на український ґрунт, суттєво модифікуючи образні характеристики, що вимагало належного інтонаційного забарвлення музичних номерів та введення народнопісенних мотивів. Діяльність театру одержала широкий резонанс, приваблювала не тільки українську громаду, але й представників інших національних спільнот (німців, поляків).
Але політичні події повернулися так, що 1848—1849 роки стали початком і завершенням першого етапу відродження українського театру.

##### Руська чоловіча державна гімназія
Новий поштовх для розвитку місто отримало у зв'язку із будівництвом Перемишльської фортеці. У 1887 році було відкрито знамениту українську Перемиську гімназію, у зв'язку з чим місто отримало неформальну назву Галицьких Атен (Афін).
Український діяч, адвокат Теофіл Кормош 1892 року відкрив власну адвокатську канцелярію в Перемишлі, відтоді він був громадським провідником краю. 1901 року за ініціятиви Теофіла Кормоша було розпочато будівництво приміщення «Народного Дому» в Перемишлі.
Перепис 1910 р. показав, що в місті проживало 54 078 мешканців. Найбільш численними були римо-католики — 25 306 (46,8 %), далі — євреї 16,062 (29,7 %) і греко-католики 12,018 (22,2 %).
15 вересня 1914 р. угорські солдати та місцеві жителі влаштували погром місцевих москвофілів.

### Новітній період

#### Західноукраїнська Народна Республіка

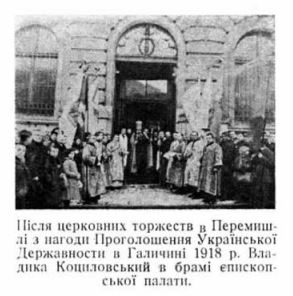
Проголошення Української Державності, Перемишль 1918 рік

31 жовтня 1918 р. сотня поляків, на чолі з генералом Станіславом Пухальським, намагалася взяти владу в місті, але їм не вдалось. На допомогу українцям, прийшов 9-й український піхотний полк (200 стрільців, командир — надпоручник М. Федюшко із Журавиці). Попри дрібний дощ, на площі Ринок зібрались 8000 селян-українців з навколишніх сіл. У четвер вранці, в Народному Домі міста відбулось віче, на якому було обрано Перемиську Народну Раду (Українську Національну Раду Перемишля), до складу якої увійшли 13 представників інтелігенції, робітників, селянства повіту, головою обрали громадського діяча, посла Теофіла Кормоша. При повітовій раді створили військову, фінансову, харчову, санітарну та інші комісії; друкований орган — часопис «Воля» (за фінансової підтримки професора Олександра Яреми, вийшли 3 номери вечірньої газети за 5, 7, 10 листопада). Було створено, спільну польсько-українську комісію у складі: посол Володимир Загайкевич, директор Каси хворих Іван Жолнір, директор гімназії Андрій Аліськевич, професор ґімназії Михайло Демчук — з української сторони; також професор ґімназії Фелікс Пшиємський, три адвокати — Леонард Тарнавський, Юзеф Мантль, Влодзімеж Блажовський. Пізно вночі вісьмома членами комісії було підписано угоду про утримання спокою, порядку. Для виконання адміністративно-поліційних функцій було створено спільну міліцію з 1000 українців і 1000 поляків. Діяльність комісії підтримала створена 3 листопада 1918 року Жидівська (пол. żyd — юдей, єврей, гебрей) Національна рада.
11 листопада до міста було підтягнуто польське підкріплення, о 12:00 українцям запропонували здатись. О 12:15 розпочався артобстріл поляками центру міста, у єврейській частині горіли будинки, запеклі бої відбувалися на вул. Францішканській, Міцкевича. Нова влада інтернувала близько 1000 українців, на євреїв наклали контрибуцію у розмірі 3 млн крон. У місті розташовувалася ставка командування польської армії. 18 березня 1919 року командувач — генерал Івашкевич — переніс її до Судової Вишні. З 1919 року в Перемишлі почав виходити тижневик «Український Голос» за редакцією Дмитра Ґреґолинського.
Військовий злочин стався у 1918 році у Перемишлі, польський сержант жандармерії Броніслав Стойовскі вбив полоненого поручника Української Галицької Армії Семка Шкреметка пострілом в хребет ззаду, під час перевезення полоненого до польового суду.

#### Міжвоєнна Польща
Від 1921 до 1939 року, Перемишль належав до Польської Держави, за умовами Ризького миру. Незважаючи на тиск польської адміністрації, у Перемишлі активно утворювалися і розвивалися українські суспільні і культурні об'єднання і організації, як-от: Всеукраїнське товариство «Просвіта» імені Тараса Шевченка з філіями у цілому повіті, Повітовий Союз Кооператив, товариство «Сокіл». У гімназії, відновили свою діяльність спортивне товариство «Сянова Чайка» і Український Пластовий Улад, під керівництвом професорів Євгена Любовича, і Теодора Поліхи. 1925—1928 роки в Перемишлі були значним ростом «Маслосоюзу» і економічної санації Повітового Союзу Кооперативів.
У 1920-х роках формувався національний рух у Перемишлі, на початку УВО, а пізніше ОУН. Активна й енергійна праця велася молодіжним товариством «Молода Громада» і музичним товариством «Боян».
У 1938 році здвигом усіх українських громадських і церковних організацій було відсвятковано 950 роковини хрещення Руси-України. У 1939 році в місті проживало 54 200 мешканців (7230 українців і ще 2000 польськомовних українців, 26 470 поляків, 18400 євреїв і 100 німців та інших національностей).
Кілька століть у Перемишлі зберігалася корона короля Руси-України Данила Романовича, однак вона була захована з початком Другої світової війни і від того часу її місцезнаходження залишається невідомим.

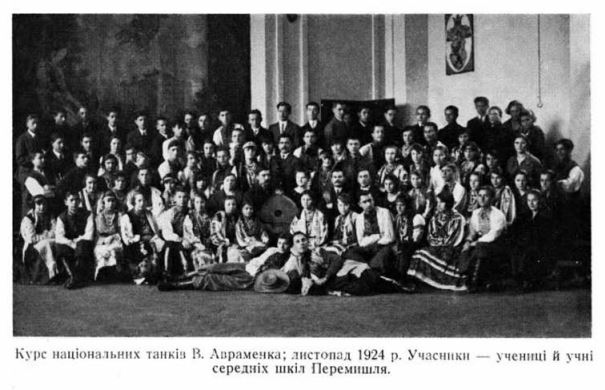
Курс національного танцю В. Авраменка в Перемишлі, листопад 1924 року.
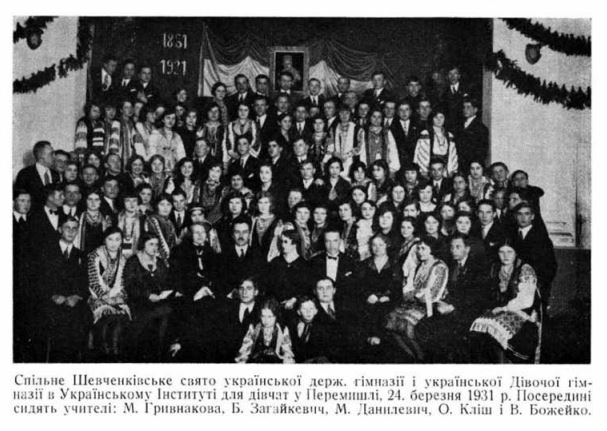
Шевченківське свято українських гімназій в Перемишлі, 24 березня 1931 року.
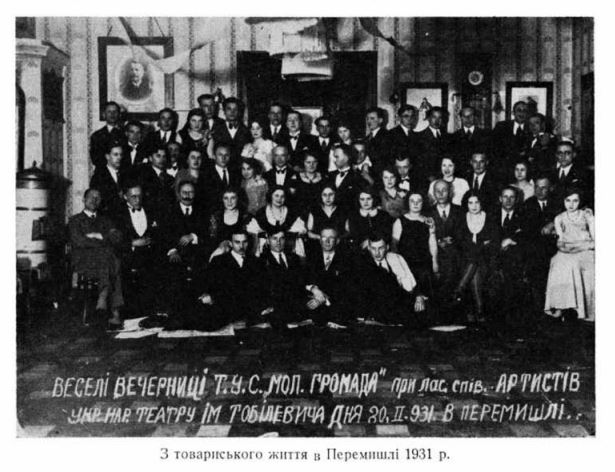
Вечорниці товариства «Молода Громада» в Перемишлі, 1931 рік.
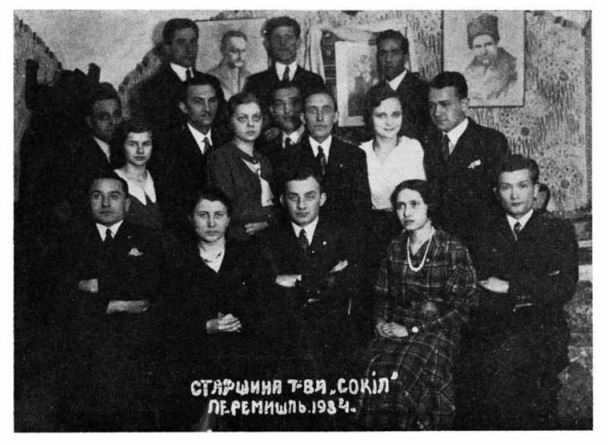
Товариство «Сокіл» Перемишль, 1934 рік.
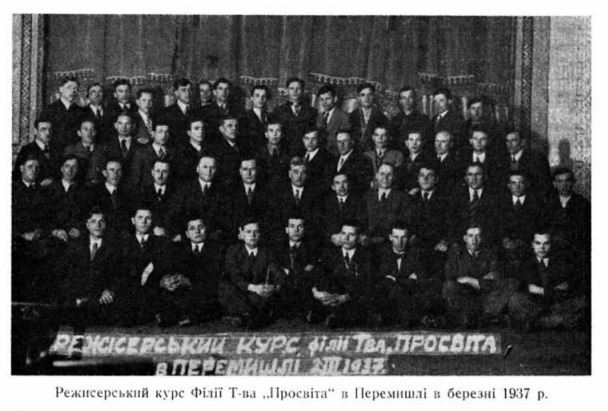
Режисерський курс філії товариства «Просвіта» в Перемишлі у березні 1937 року.
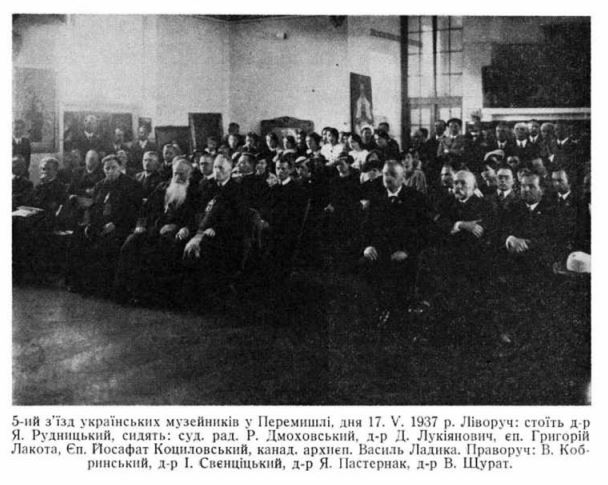
5-й З'їзд українських музейників в Перемишлі, 17 травня 1937 року.

#### У складі УРСР
29 вересня 1939 року німці передали місто радянській 99-й стрілецькій дивізії.
У 1940—1941 та 1944—1945 роках був центром Перемишльського району.
Під час німецької окупації у Другій світовій війні у місті діяла українська вчительська семінарія та Український допомоговий комітет.
| В результаті великої офензиви Червоної Армії в липні 1944 р., у її руках опинилася майже вся територія Польщі заселена українцями: 22-го липня був зайнятий Холм, 23-го Грубешів, а 27-го Ярослав і Перемишль. З приходом ЧА й встановленням польської влади, українське населення, яке під час німецької окупації, хоч і в дуже скромних межах, могло розвивати своє культурне та економічне життя, опинилося в надзвичайно важкій ситуації. Відносно свобідно жилося йому доти, доки ця територія перебувала під військовим управлінням Червоної Армії. У Перемишлі до 1 жовтня 1945 р., тобто до дня, коли командування ЧА передало владу польській адміністрації, функціонували дві українські середні школи (загальноосвітня і торговельна). Постала сітка українських початкових шкіл. В одному тільки Горлицькому повіті було їх 48.14 Одначе, вже в першому році існування комуністичної Польщі, використовуючи виїзд більшости українців до УРСР, зліквідовано всі ці школи, дозволивши на існування при деяких польських школах пунктів навчання української мови. У навчальному році 1946/47 і ці пункти були зліквідовані[38]. |
27 липня 1944 року Перемишль був зайнятий Червоною армією разом із солдатами 38-го піхотного полку Армії Крайової.
Восени 1944 року радянська влада заснувала у місті Тимчасовий Табір НКВС № 49 для солдатів АК та інших противників радянської влади. Найчастіше полонених звідси вивозили до міста Боровичі або в'язниці у замку в м.Ряшів, а також до таборів Сибіру. Репресії щодо солдатів АК тривали до жовтня 1956 року.

#### Відновлена Польща
27 червня 2016 року дорогу процесії українців, які після Святої літургії у Кафедральному соборі УГКЦ св. Івана Хрестителя рушили урочистою ходою до Українського військового цвинтаря, що в селі Пикуличі, перегородили кілька десятків голомозих молодиків (серед нападників були особи у футболках Всепольської молоді). Розпочалась шарпанина, під час якої 60-літньому учаснику ходи розірвали сорочку. Поліція відгородила учасників процесії від нападників.
Під час маршу «орлят перемиських та львівських» восени 2016 року хтось із натовпу викрикнув «Смерть українцям!». Президент міста Роберт Хома на закиди щодо неприпустимості таких дій відповів, зокрема, що він не чув цього. Як наслідок, СБУ (12, чи 29 грудня 2016 року) заборонила йому в'їзд на територію України терміном на 5 років. 27 січня 2017 року в ЗМІ з'явилася звістка, що заборону на в'їзд до України для мера скасували після втручання президента України Петра Порошенка. Це сталося, зокрема, після того, як віцеміністр закордонних справ Ян Дзедзічак Польщі заявив, зокрема, «якщо це рішення не буде скасоване, то це матиме „серйозні наслідки“».
11 липня 2022 року Президент України Володимир Зеленський присвоїв Перемишлю почесну відзнаку «Місто-рятівник» за виявлені гуманізм, милосердя і солідарність з Українським народом, всебічну допомогу громадянам України, які вимушено залишили Батьківщину внаслідок збройної агресії Російської Федерації проти України, а також вагому підтримку України у захисті її незалежності та суверенітету.

## Населення
Релігії населення Перемишля згідно з переписом 1931 року:
| Римський-католицизм | 39 430 | (63,3 %) |
| Юдаїзм              | 18 376 | (29,5 %) |
| Греко-католицизм    | 4 391  | (7,0 %)  |
| Інші конфесії       | 85     | (0,2 %)  |
| Загалом             | 62 272 |          |

Демографічна структура станом на 31 березня 2011 року:
|          | Загалом | Допрацездатний вік | Працездатний вік | Постпрацездатний вік |
| -------- | ------- | ------------------ | ---------------- | -------------------- |
| Чоловіки | 30470   | 5834               | 21079            | 3557                 |
| Жінки    | 34530   | 5553               | 20611            | 8366                 |
| Разом    | 65000   | 11387              | 41690            | 11923                |

### Українці

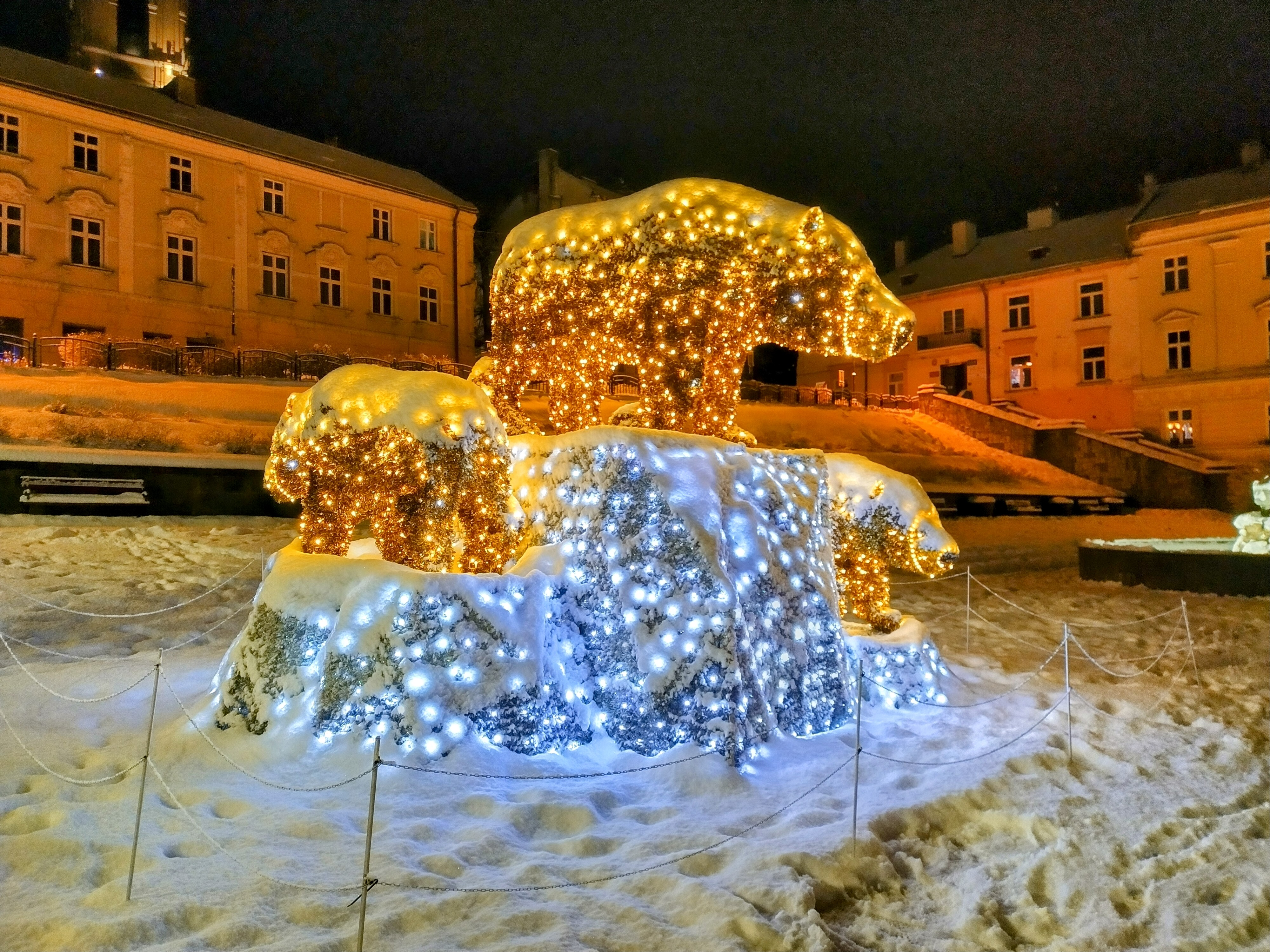
Фонтан на Ринковій площі

Перемишль найстаріше й одне з найважливіших міст Галичини, колись столиця українського князівства, а згодом важливий осередок українського культурного й церковного життя, його бастіон на пограниччі з Польщею. Головне місто Посяння. У 1910 році в місті проживали 54,7 тис. мешканців. З них 46,7 % римо-католиків, 29,5 % юдеїв і 22,5 % греко-католиків.
У роки І Світової війни під однією з найпотужніших в Європі — Перемишльською фортецею точилися кількамісячні бої. 3 листопада 1918 року в місті та околицях на короткий час була відновлена українська державність. Лівий берег Сяну, Засяння, займали поляки. 10—11 листопада вони захопили місто.
До 1939 року Перемишль перебував під владою відродженої Польщі. За пактом Молотова — Ріббентропа місто було розділене на дві частини. Рікою Сян проходив кордон між Третім Рейхом та СРСР. У 1944 році на короткий час Перемишль входив до складу УРСР, а 1945-му був переданий Польщі.
Євген Грицак (1890—1944), філолог та історик з Перемишля, писав: «Перемишль має великі заслуги у справі перших починів пробудження українського народу до нового життя й до першої освітньої праці та поширення національної свідомості, він навіть випередив до певного ступеня головний і природний осередок українського культурного життя — Львів».
Унаслідок насильної репатріації до УРСР та злочинної операції «Вісла» у 1944—1947 рр. переважна більшість українського населення Перемишля та Надсяння була примусово вигнана. У 1946 році заарештували останнього довоєнного перемишльського єпископа УГКЦ Йосафата Коциловського (1876—1947), який пізніше — захворілий на запалення легень — помер 17 листопада 1947 р. у київській в'язниці.
Лише 1989 року греко-католицька (візантійсько-українська) громада Польщі отримала свого єпископа. Тоді Івана Мартиняка було призначено єпископом-помічником при примасові Польщі, а 1991 року Іван Павло II призначив його Перемишльським єпископом УГКЦ.
Зараз у місті є резиденція митрополита Перемишльського і Варшавського Греко-католицької церкви Івана Мартиняка. У 1991 році під час візиту до Перемишля Іван Павло ІІ передав під греко-католицький катедральний собор колишній костел єзуїтів.
Українська громада Перемишля налічує тепер до 4 тисяч осіб. Українське громадське життя згуртоване довкола кількох церковних парафій, української школи імені Маркіяна Шашкевича та Народного дому. У місті відбувається Фестиваль української культури.

## Архітектура
У Перемишлі збереглися численні архітектурні та історичні пам'ятки, що робить місто та його околиці принадливим для туристів. Серед них, зокрема:
- Костел і монастир кармелітів босих
- Костел францисканців
- Латинський собор
- Собор Cвятого Івана Хрестителя (колишній Костел ієзуїтів)
- Український «Народний дім»
- Палац греко-католицьких єпископів
- Палац Князів Любомирських
- Перемиський замок
- Перемиська фортеця

## Релігія

### Історія

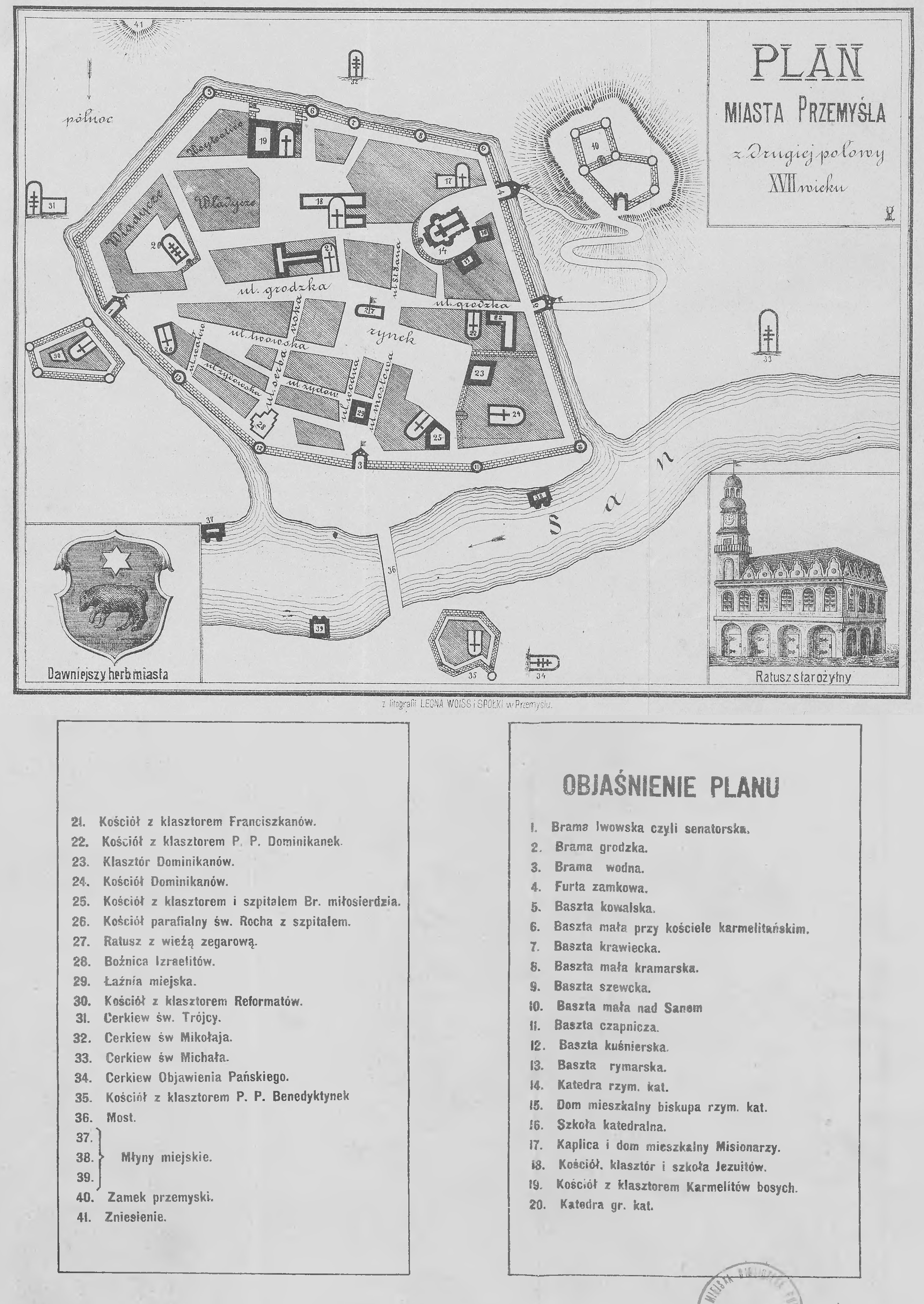
Карта Перемишля XVII ст. Православні храми витіснені за межі середмістя

У Перемишлі були резиденції православних, греко-католицьких та римо-католицьких єпископів.
1412 року король Владислав II Ягайло, вирушивши з Медики до Перемишля в супроводі, зокрема, естергомського єпископа, почув звинувачення від німців у захисті «схизматиків». У відповідь на закиди наказав передати латинникам руський кафедральний собор у центрі міста, збудований із тесаного каменю, викинути перед перехрещенням з крипт тіла похованих осіб.
1422 року було об'єднано Перемишльську та Самбірську православну єпархії з центром в Перемишлі. У 1460 році розпочалося будівництво нової римо-католицької катедри, яка після численних перебудов збереглася донині.
Православні та греко-католицькі владики Перемишлянської-Самбірської-Сяноцької єпархії, окрім Перемишля, перебували в різний час у Валяві, Лаврові, Самборі.
У 1784 році цісар Йозеф II передав греко-католицькій єпархії для катедрального собору ліквідований латинський монастир отців кармелітів. Натомість від греко-католиків забрали недобудований собор на Владичому. Від нього залишилася вежа з дзиґарем (годинником), зараз тут розташований Музей люльок.
У період діяльності греко-католицьких єпископів Інокентія та Георгія Винницьких, Єроніма Устрицького (1715—1762), Атанасія Шептицького (1762—1779), Максиміліана Рилла (1779—1793), Антона Ангеловича (1796—1808), Михайла Левицького (1813—1818), Івана Снігурського (1818—1848), Григорія Яхимовича (1848—1860), Томи Полянського (1860—1869) та інших Перемишль став важливим осередком галицького національного відродження, який називали «Атенами над Сяном».
3 вересня 1892 р. єпископ Юліан Пелеш у Перемишлі висвятив брата Андрея Шептицького на священика.

### Православні та греко-католицькі церкви

#### Не існуючі
- Кафедральний собор Різдва Івана Хрестителя (І)
- ротонда при княжих палатах
- ротонда св. Миколая
- апп. Петра і Павла
- св. Онуфрія
- св. Миколая на Підзамчу
- св. Михаїла на Підзамчу
- Кафедральний собор Різдва Івана Хрестителя (ІІ)
- Кафедральний собор Різдва Івана Хрестителя (ІІІ)
- Пресв. Трійці
- св. Миколая на Підгір'ю
- Вознесіння на Знесінні
- Благовіщення
- Різдва Христового
- пророка Іллі
- Преображення на Гарбарях
- св. Георгія (Юрія) на Гарбарях
- св. Івана Богослова на Вовчому
- Прсв. Богородиці на Засянні (монастирська)
- Богоявлення на Засянні
- Кафедральний собор Різдва Івана Хрестителя (IV)

Існували також церкви з невідомими назвами — дві на Засянні та одна на Пикулицькій дорозі.

#### Існуючі
- Кафедральний собор Різдва Івана Хрестителя (V)
- Різдва Богородиці на Болоні
- Співстраждання Пресвятої Богородиці на Засянні
- Каплиця греко-католицької семінарії
- Успіння Богородиці на Вовчому
- Івана Богослова на Перекопаному (використовується під костел)

### Сучасність
У місті діють кілька релігійних конфесій, зокрема:
- римо-католицька
- греко-католицька
- православна
- протестантська
- свідки Єгови
- Світський місійний рух «Епіфанія»

## Економіка
У місті розвинена деревообробна промисловість (підприємство з виробництва ДВП «Fibris»), тут розміщені підприємства по випуску механічної та промислової автоматики («Dirt», «Fanina»), металопластикових вікон та дверей («Hensfort»), промислової арматури (POLNA S.A.), косметики (Inglot Cosmetics, Aurora), тканин (Sanwil). Крім того, Перемишль відомий як центр традиційних ремесел— ливарства та файкарства, вважається туристичним центром воєвудства

## Освіта
У місті діють різні навчальні заклади, зокрема:
- Державна академія прикладних наук в Перемишлі (пол. Państwowa Akademia Nauk Stosowanych w Przemyślu)
- Відділення національної школи митно-податкової служби (пол. Krajowa Szkoła Skarbowości)
- Вища римо-католицька духовна семінарія (пол. Wyższe Seminarium Duchowne)

## Спорт

### Клуби
Давніше в місті діяли українські клуби «Сянова Чайка» та «Сян».
Нині діють клуби з різних видів спорту, зокрема:
- футбольні клуби «Чувай», «Полонія»
- баскетбольні клуби «Ведмедики»

### Споруди
- Стадіон міського спортивного клубу «Полонія»
- Зал товариства POSiR «Przemyski Ośrodek Sportu i Rekreacji»[49]
- Гірськолижний центр[50]
- Відкритий плавальний басейн товариства POSiR[51]
- Відкрита ковзанка зі штучним льодомтовариства POSiR[52]

## Відомі люди

### Уродженці
- Борис Євген-Фердинанд — промисловець, громадський діяч.
- Бужинський Володимир Мар'янович — польський вчений, професор Львівського політехнічного інституту.
- Леопольд Вайгель — польський краєзнавець[53].
- Війтович Петро — скульптор.
- Вітошинський Борис — правознавець, публіцист, діяч ОУН, в'язень нацистських концтаборів.
- Волинець Іван — український важкоатлет.
- Гасюк Ярослава (1925—2016) — учасниця ОУН.
- Гнатишак Микола Леонтійович — теоретик та історик літератури, літературний критик, журналіст.
- Дмитренко Марія — письменниця; воячка УПА.
- Добрянська-Коренець Ольга (1880—1977) — українська письменниця.
- Долинський Степан — учасник Національно-Визвольних змагань, діяч УВО, ОУН.
- Зарицька Софія — малярка.
- Генрик Йордан (1842—1907) — польський громадський діяч, учений-медик.
- Кавка Іван — скульптор.
- Копистенський Захарія — руський (український) мислитель і письменник, культурний та церковний діяч, архімандрит Києво-Печерського монастиря.
- Копистинський Теофіл Дорофійович — український художник-реаліст, портретист.
- Копко Петро Максимович — український філолог.
- Лукасевич Мар'ян Прокопович — командир куреня УПА «Вовки», командир 28-го Холмського тактичного відтинка «Данилів», майор УПА (посмертно).
- Сатурчак Лукаш — польський та український історик, журналіст.
- Німців Мирослав-Данило — український архітектор.
- Прокоп Мирослав — політичний і громадський діяч, науковець і публіцист.
- Збігнев Простак — польський письменник-фантаст.
- Рудницький Степан Львович — географ і картограф, академік
- Рудницький Ярослав-Богдан — мовознавець, науковий і громадський діяч, літературознавець, фольклорист.
- Скруток Олекса — маляр-академіст.
- Стахів Євген Павлович — діяч українського підпілля в роки Другої Світової війни.
- Федак Степан — громадський діяч, філантроп, адвокат.
- Фільц Орест Володимирович — лікар, доктор медичних наук, професор.
- Чехович Костянтин — доктор філософії, філолог-славіст.
- Шашаровський Володимир — актор і режисер.
- Мойсей Шорр (1874—1941) — єврейський історик, філолог-сходознавець.
- Шухевич Герміна — українська громадська діячка, послідовниця емансипаційного руху Н. Кобринської
- Цімейко Орест Андрійович (1941—2015) — український нейрохірург, доктор медичних наук, професор; лікар вищої категорії, заслужений лікар України.
- Якубинський Андрій — поет, автор духовних віршів.
- Юзеф Кондрат (1902—1974) — польський театральний і кіноактор, співак.

### Діячі «Просвіти», науки та духовного життя
- о. Івана Могильницького
- о. Григорія Шашкевича
- о. Йосифа Левицького
- о. Йосифа Лозинського
- Івана Лаврівського
- Івана Мишковського
- Михайла Вербицького
- Анатоля Вахнянина
- Степана Шаха
- Уляни Кравченко
- Теофіла Кормоша
- Анатоля Курдидика
- Василя Пинила
- Олени Кульчицької
- Миколи Антоневича.
- Ореста Авдиковича

### Воєводи
- Дмитро Детько
- Ґумпрехт[54]

### Перемиські старости
- Йордан Спитек Вавжинець — краківський каштелян[55]

### Перемиські каштеляни
- Феліціян Гроховський (помер бл. 1649) — польський шляхтич, син Зофії з Монастирських, чоловік Катажини із Сененських[56]
- Геронім Оріховський[57]

### Поховані
- Андрій Боратинський — шляхтич руського походження, військовий та державний діяч часів Королівства Польського[58]
- Станіслав Гроховський (пом. 1645) — львівський латинський архієпископ[59]
- Уляна Кравченко (1860—1947) — українська письменниця та поетеса, проживала у Перемишлі
- Збігнев Простак — польський письменник-фантаст

## Міста-партнери
Місто підтримує партнерські зв'язки з різними містами, зокрема, й українськими:
- Кам'янець-Подільський
- Львів
- Мостиська
- Трускавець
- Падерборн
- Гуменне
- Егер

## Архітектурні пам'ятки

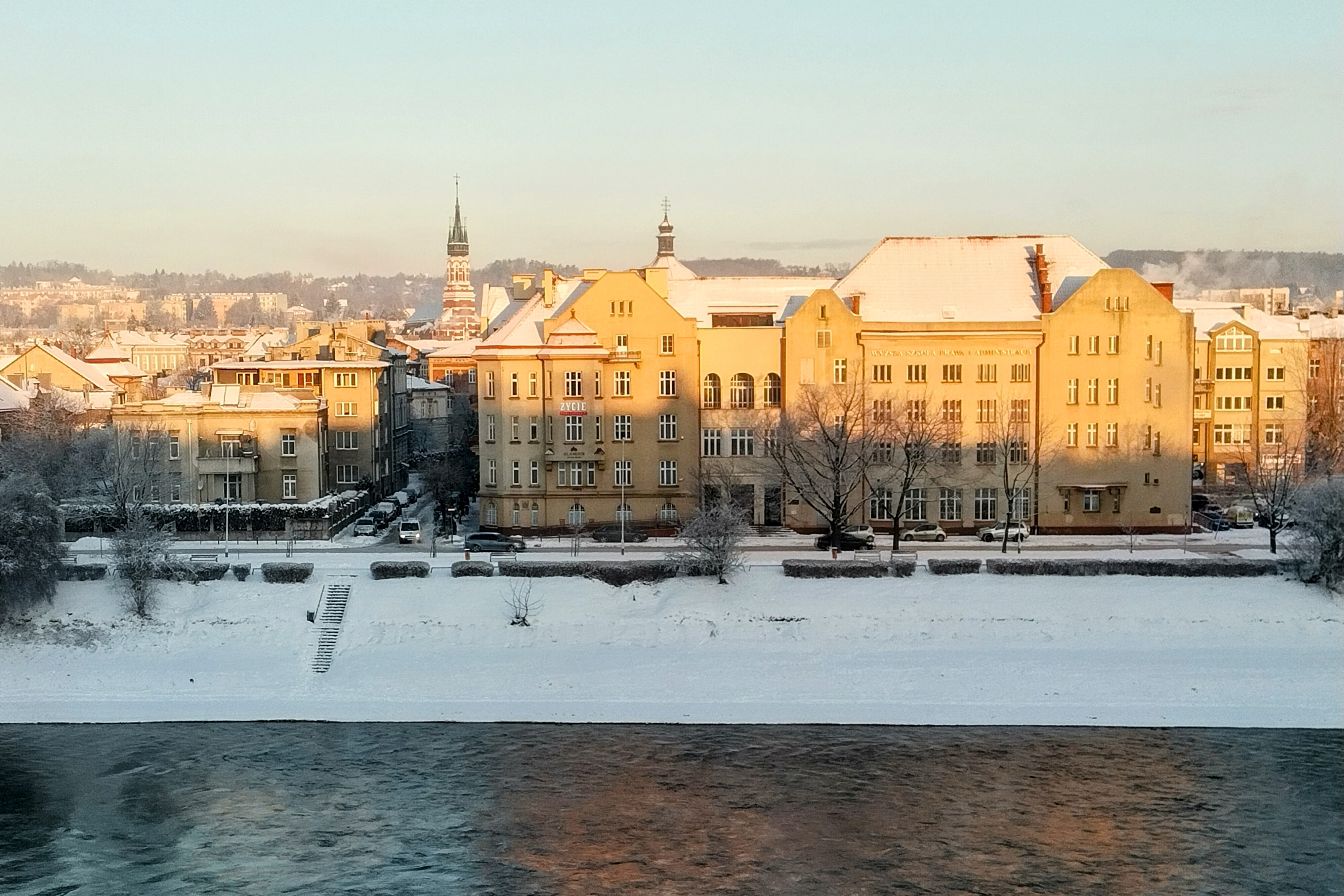
Вид на набережну річки Сян
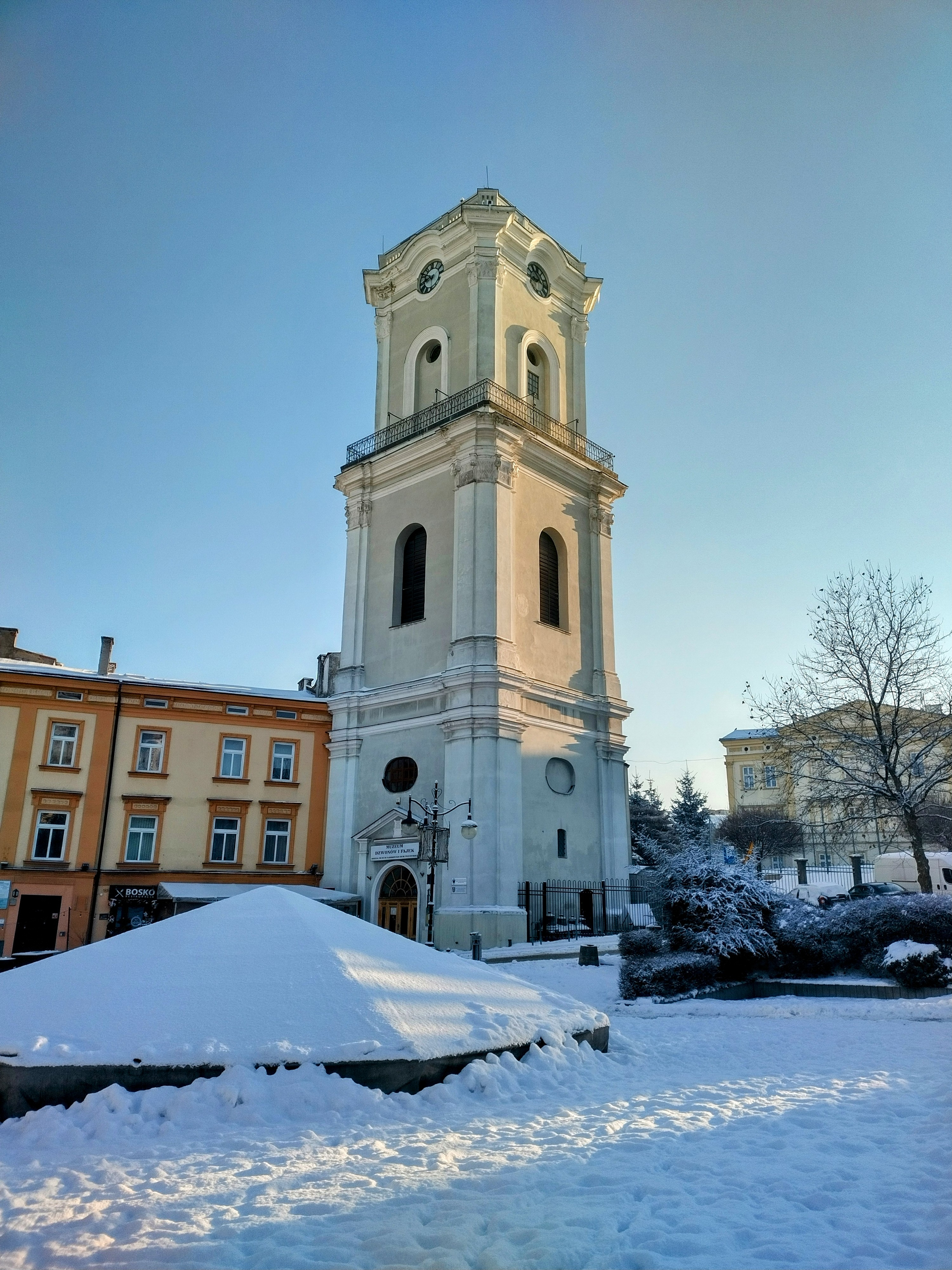
Годинникова вежа і музей дзвонів та трубок
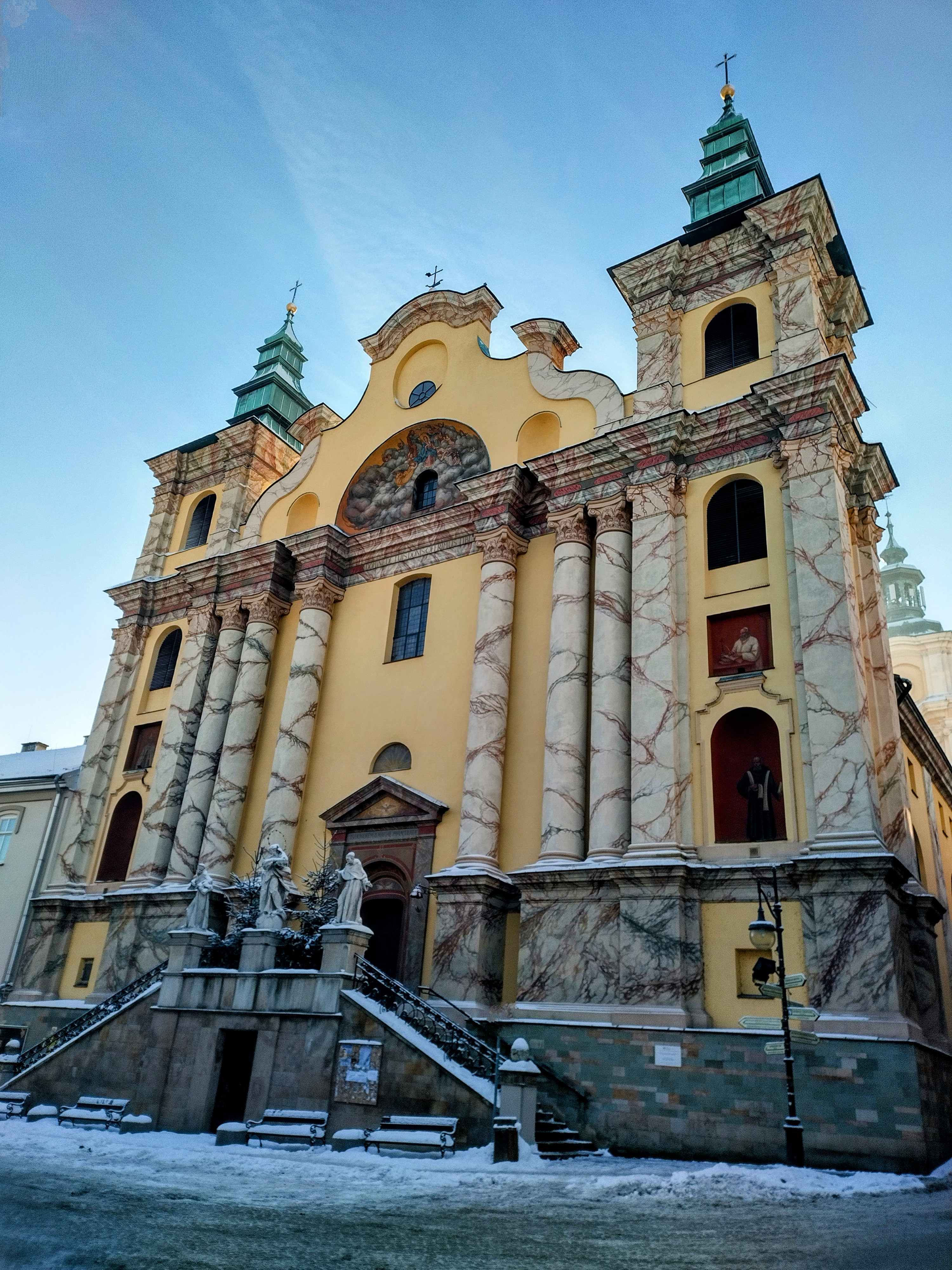
Костел францисканців
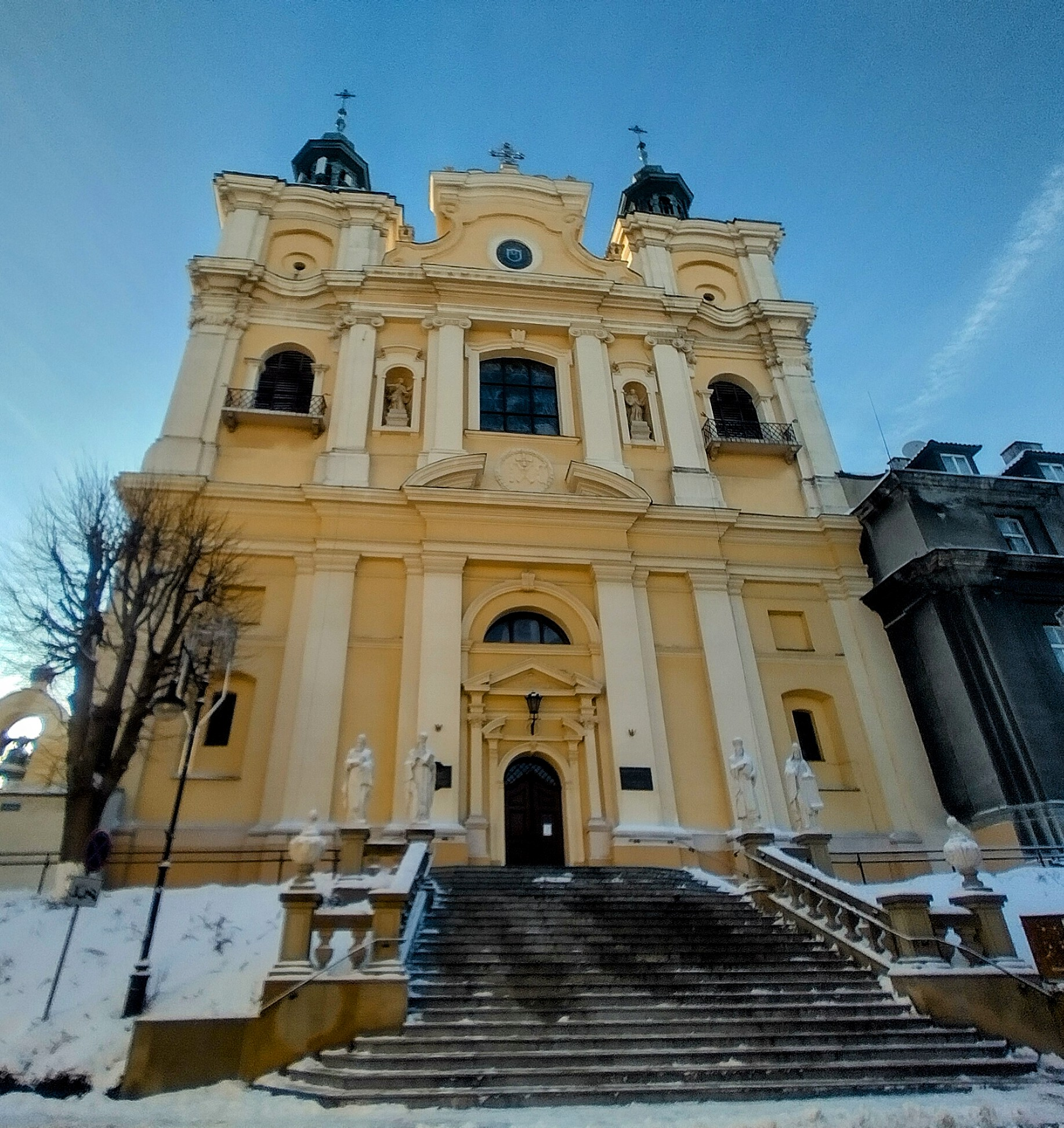
Кафедральний греко-католицький собор Святого Івана Хрестителя
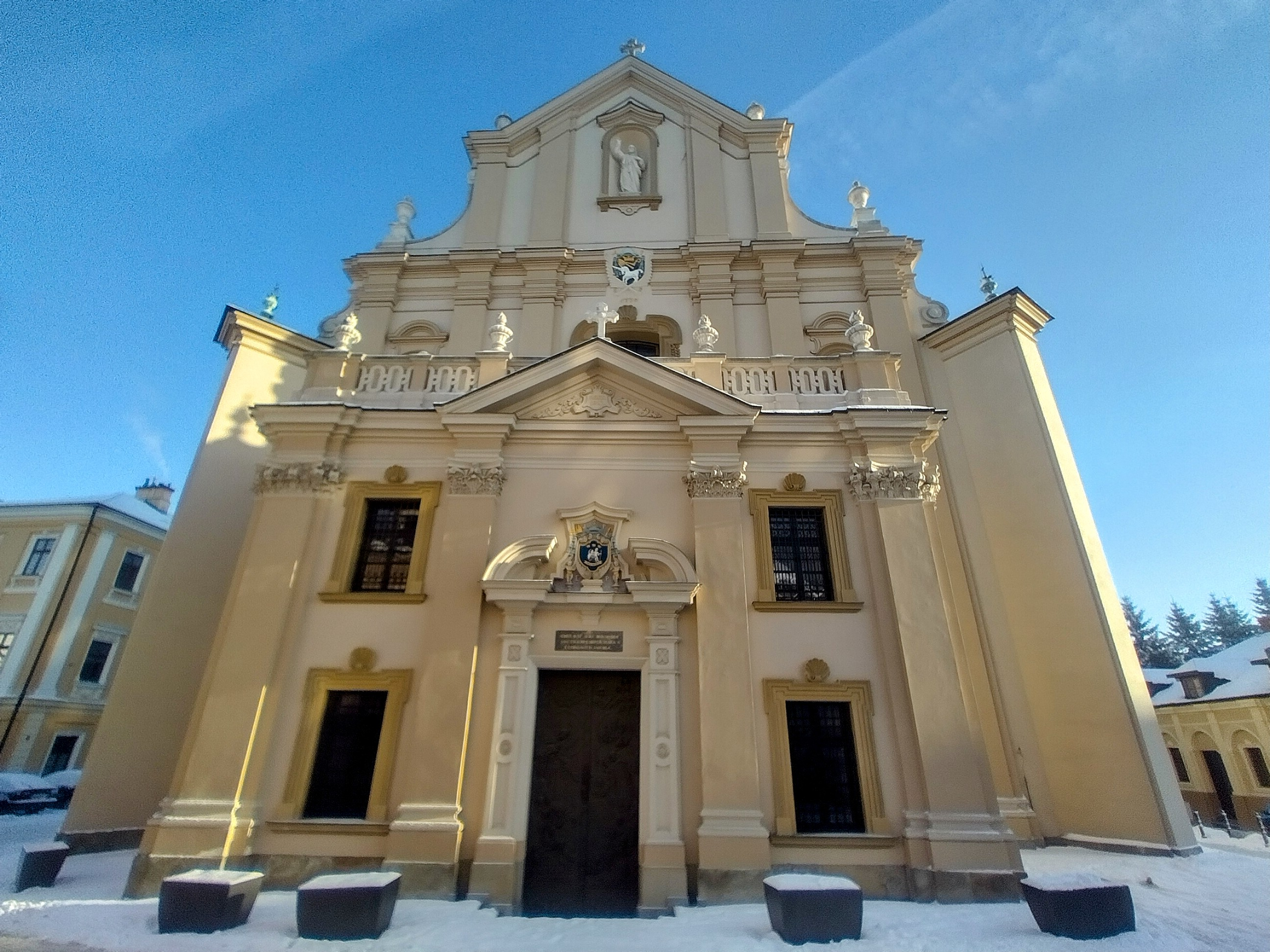
Архікафедральна базиліка Успіння Пресвятої Діви Марії та Святого Івана Хрестителя
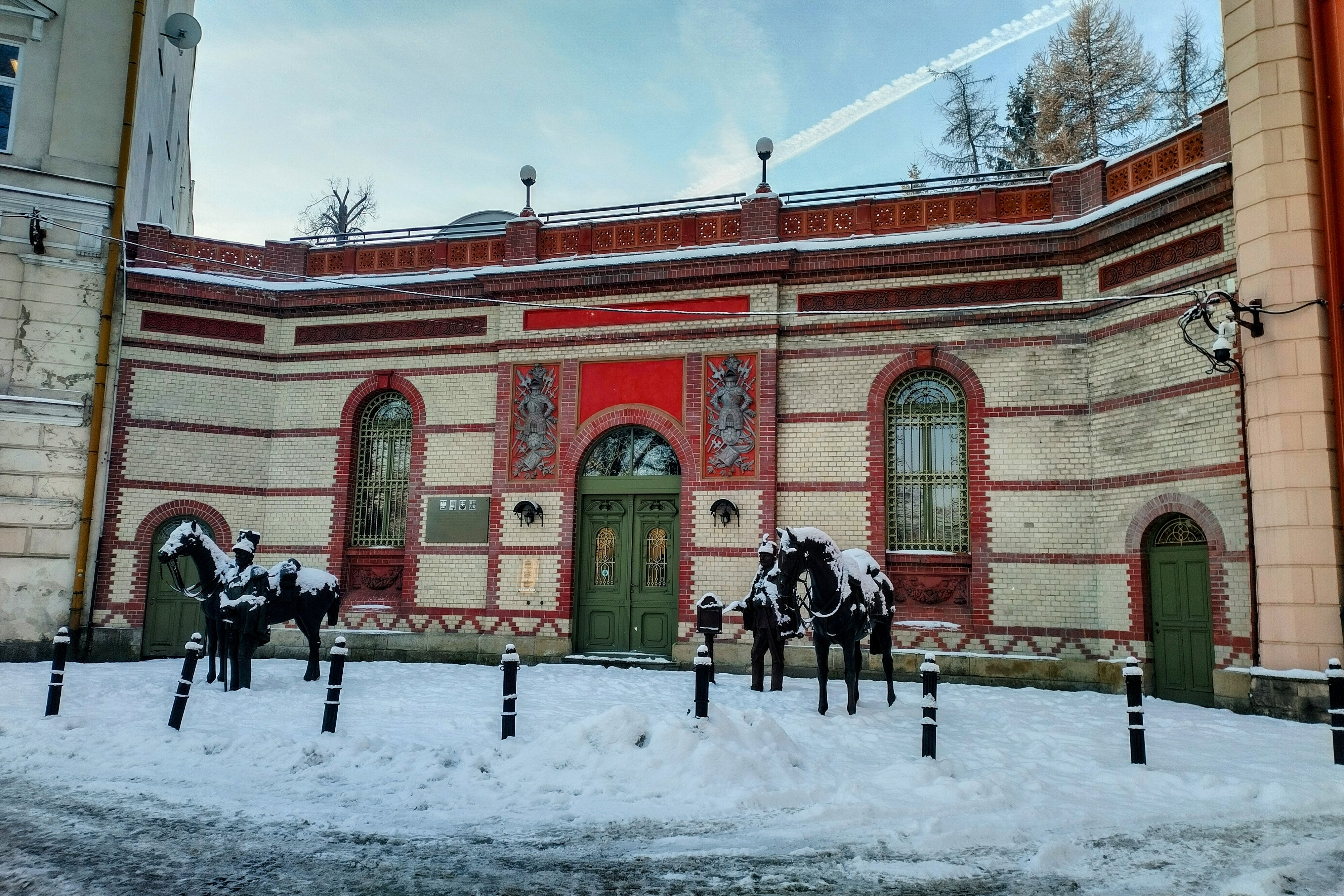
Лицарська брама та пам'ятник уланам та гусарам
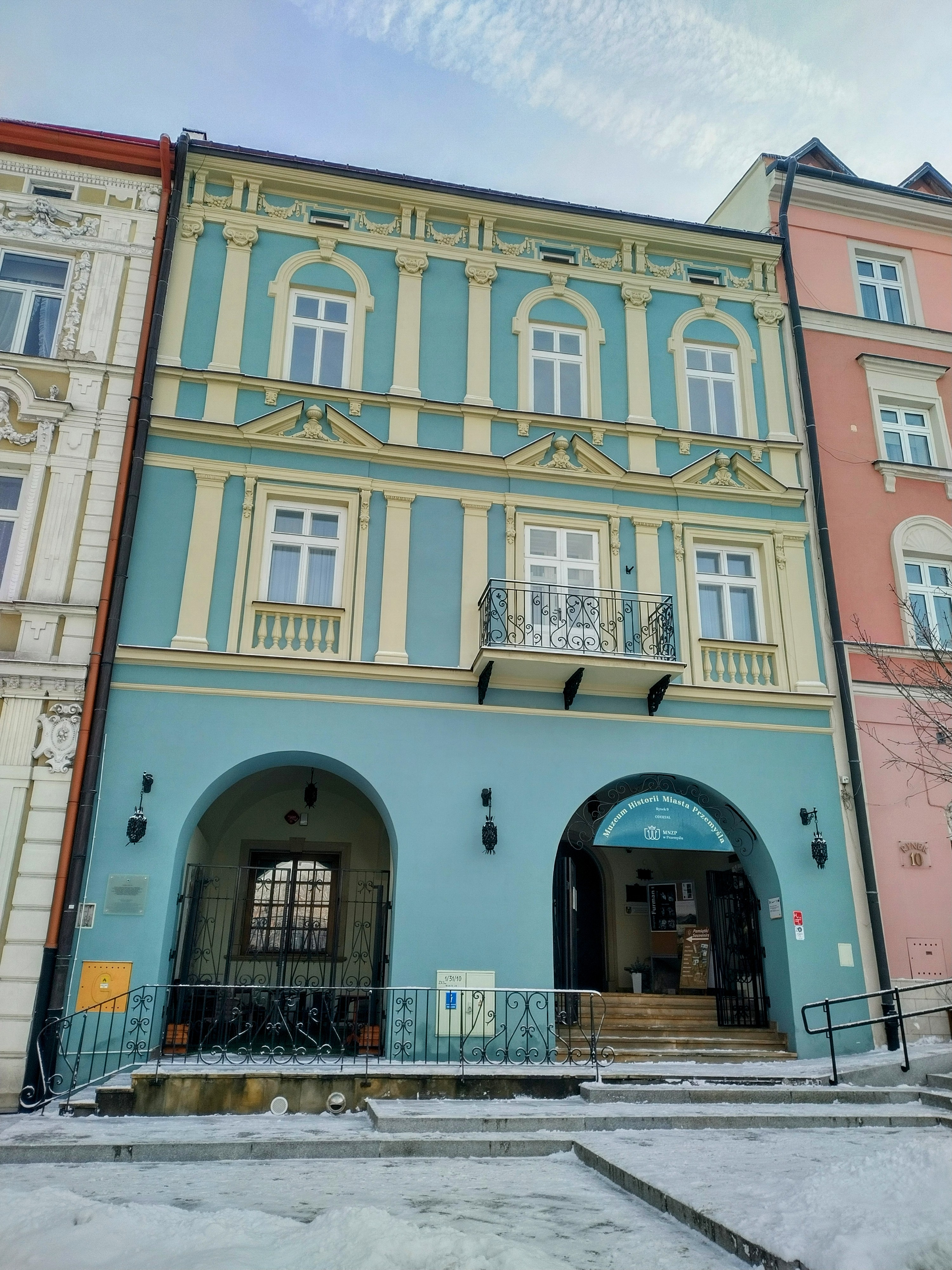
Музей історії міста Перемишль
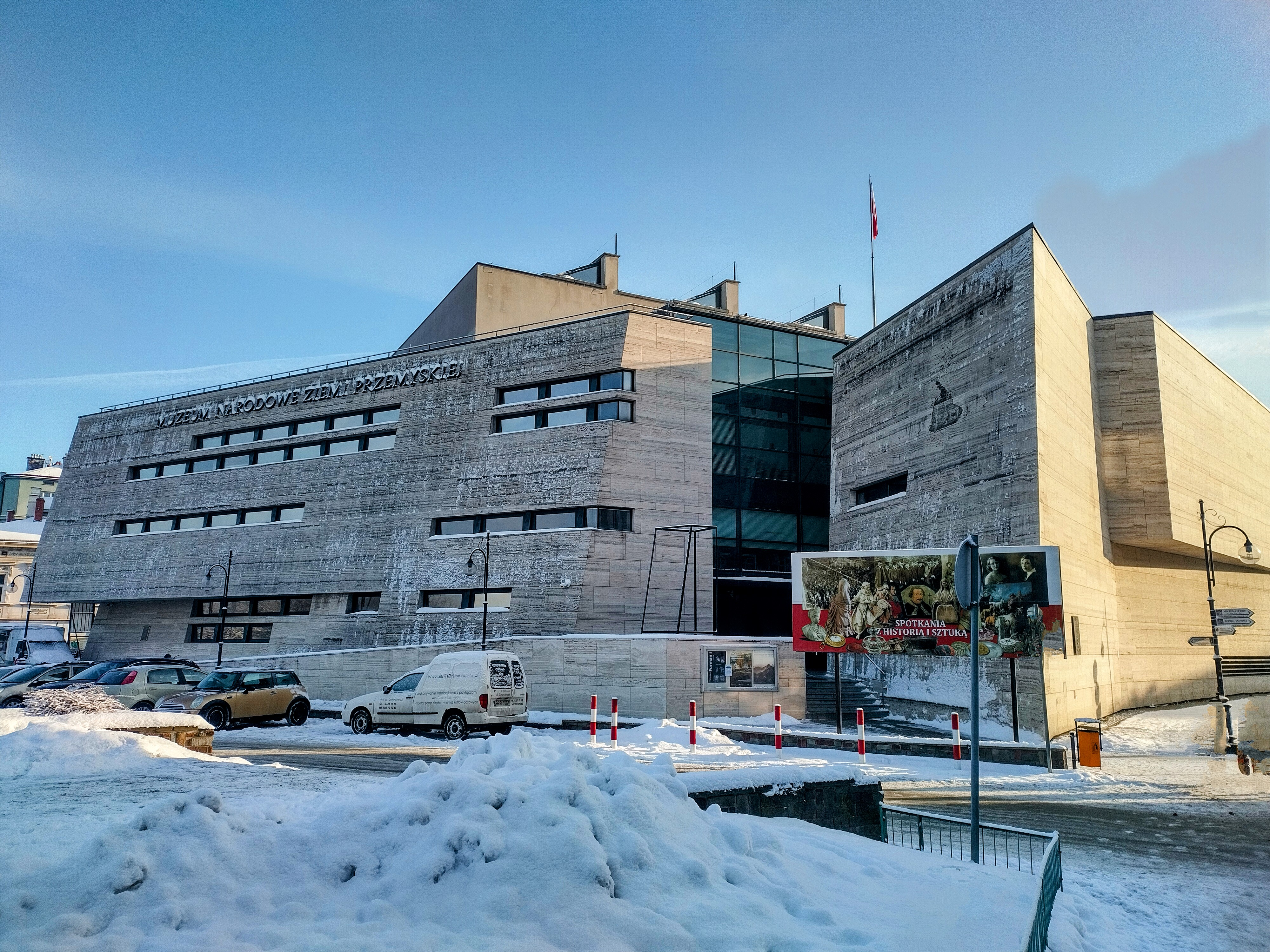
Національний музей Перемишльщини
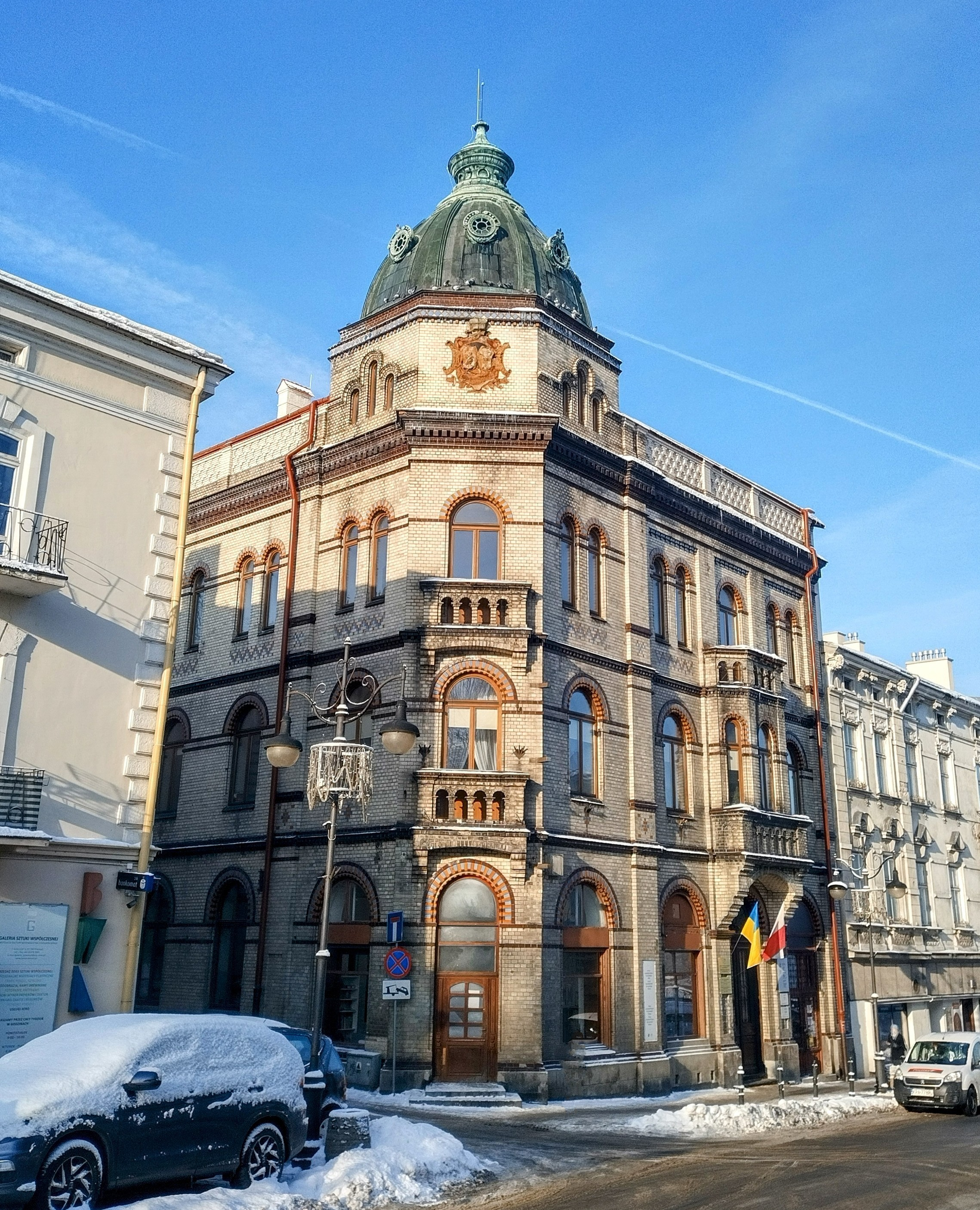
Український «Народний дім» (на розі вулиць)
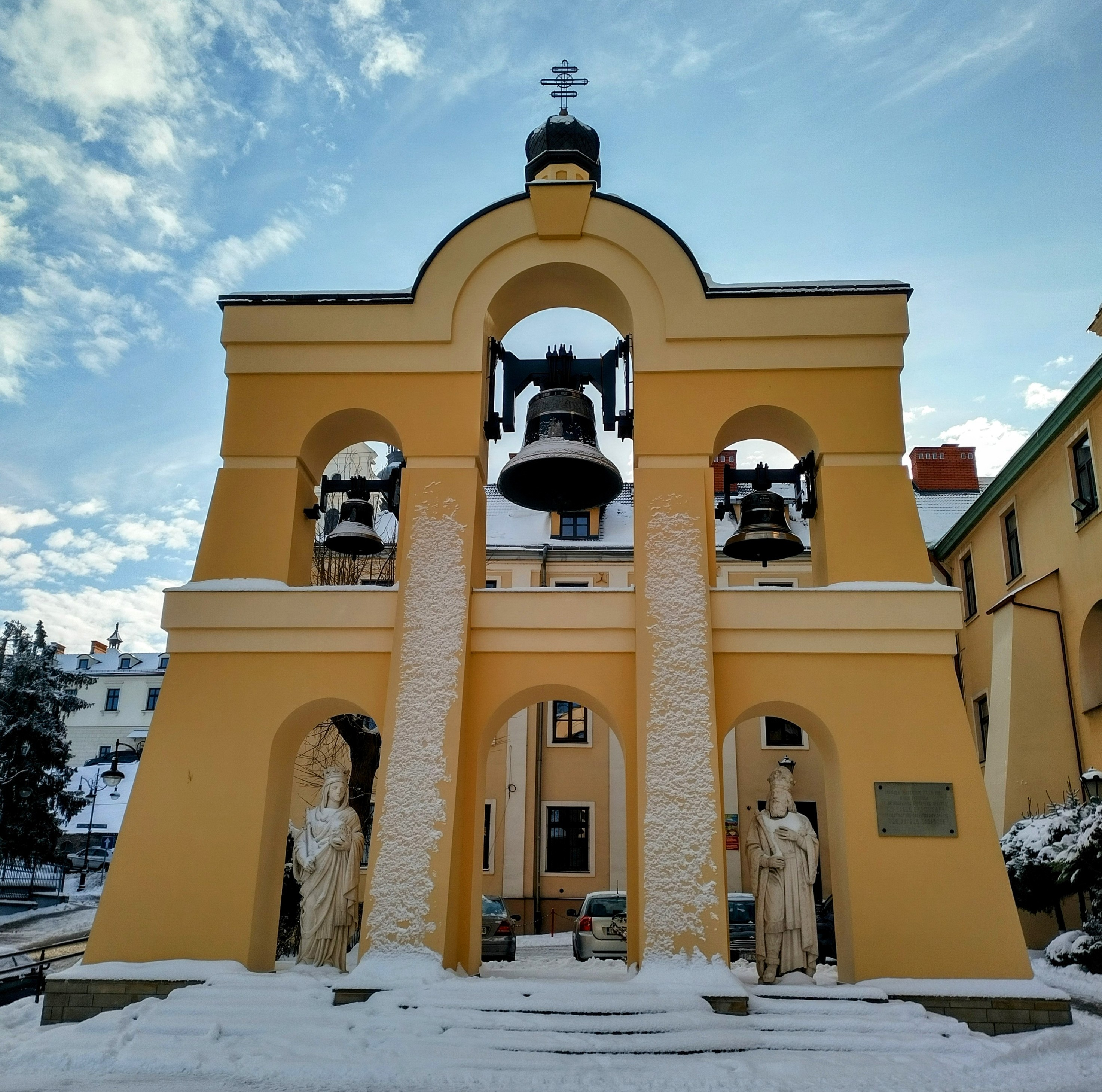
Дзвіниця архикатедрального собору Святого Івана Хрестителя
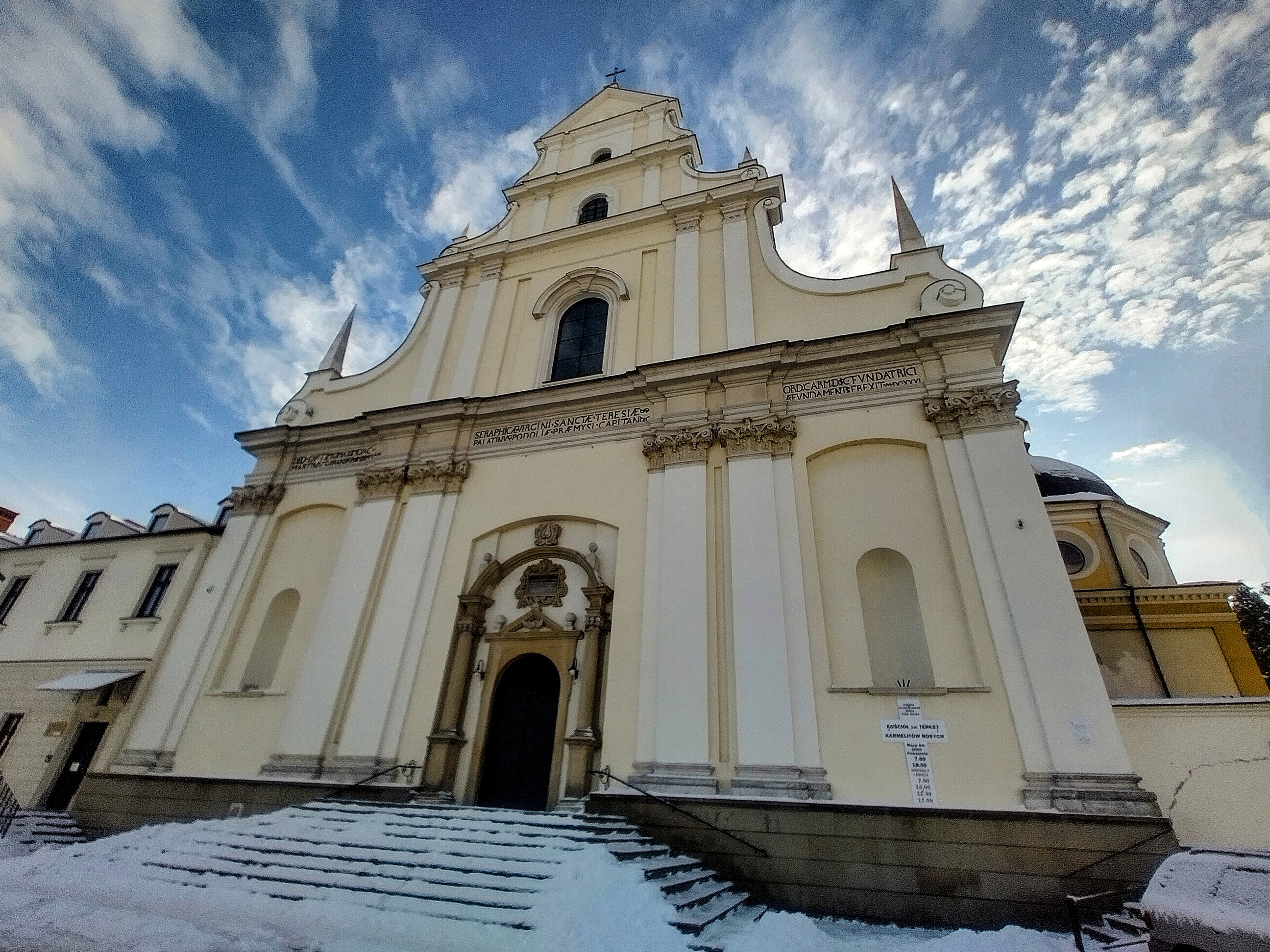
Костел Святої Терези при монастирі ордену отців кармелітів босих, побудований в 1631 р. «Стара катедра» належала українцям з 1784 до 1946 рр.
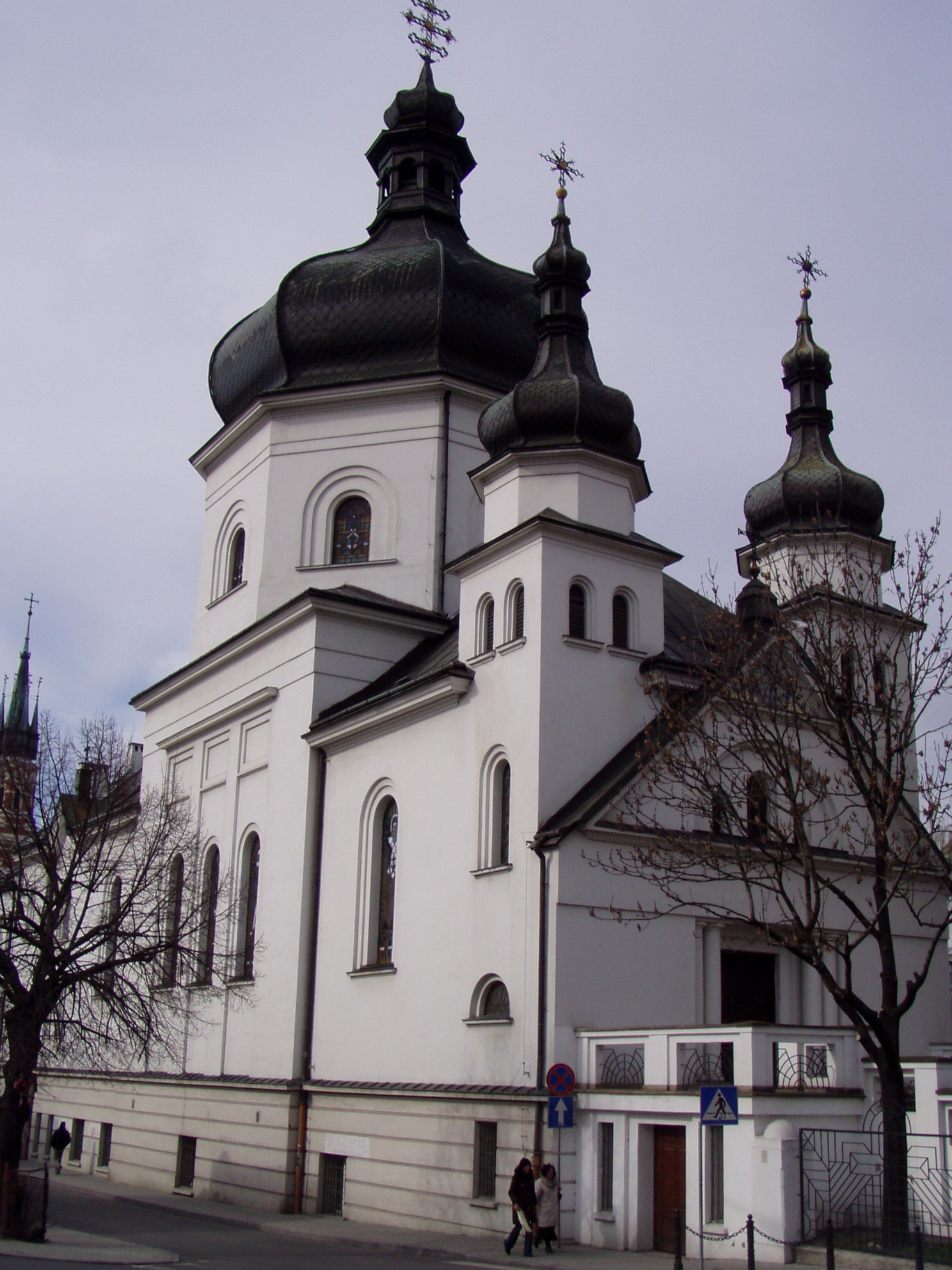
Церква Співстраждання Пресвятої Богородиці
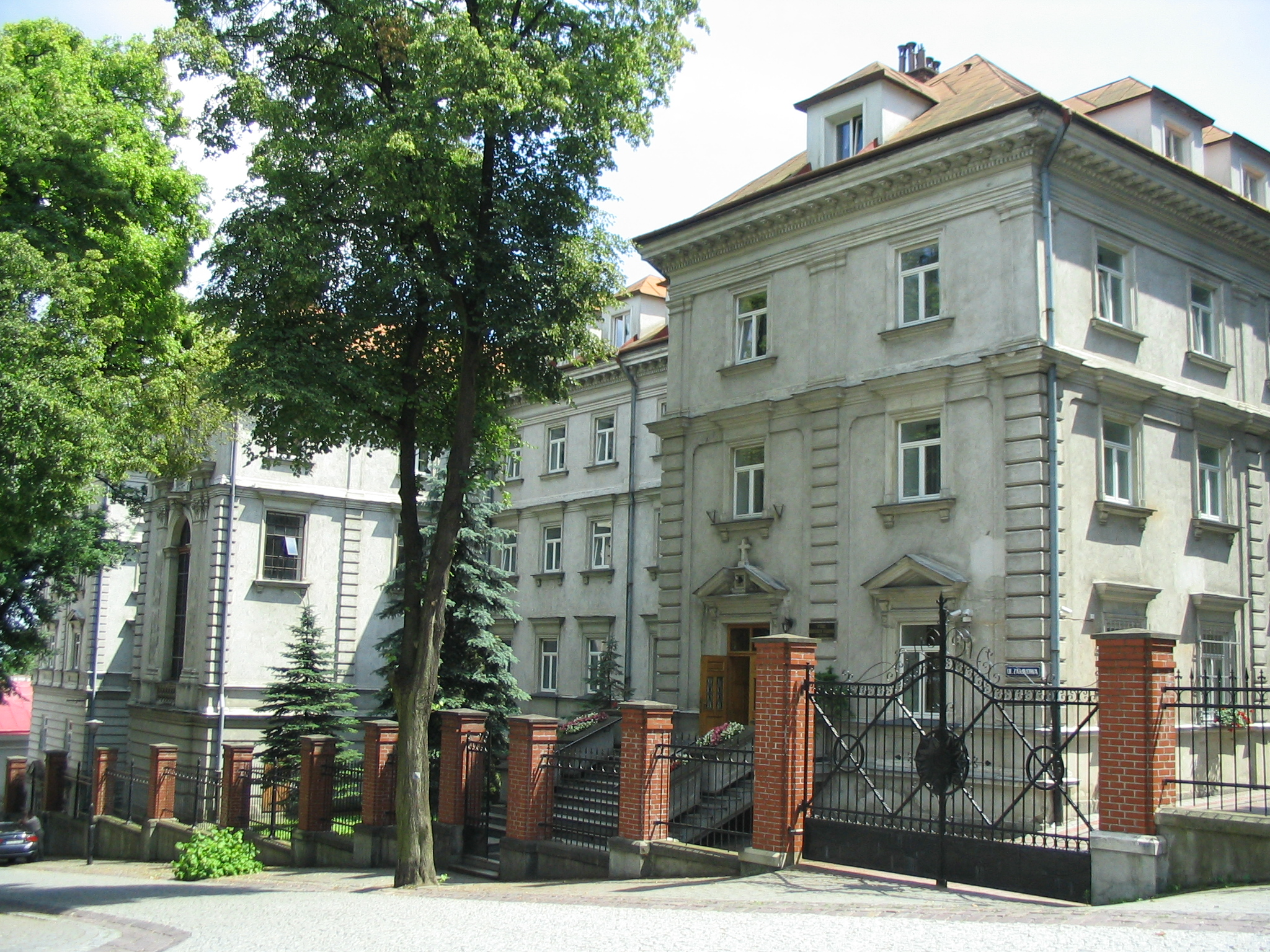
Будівля Латинської католицької семінарії
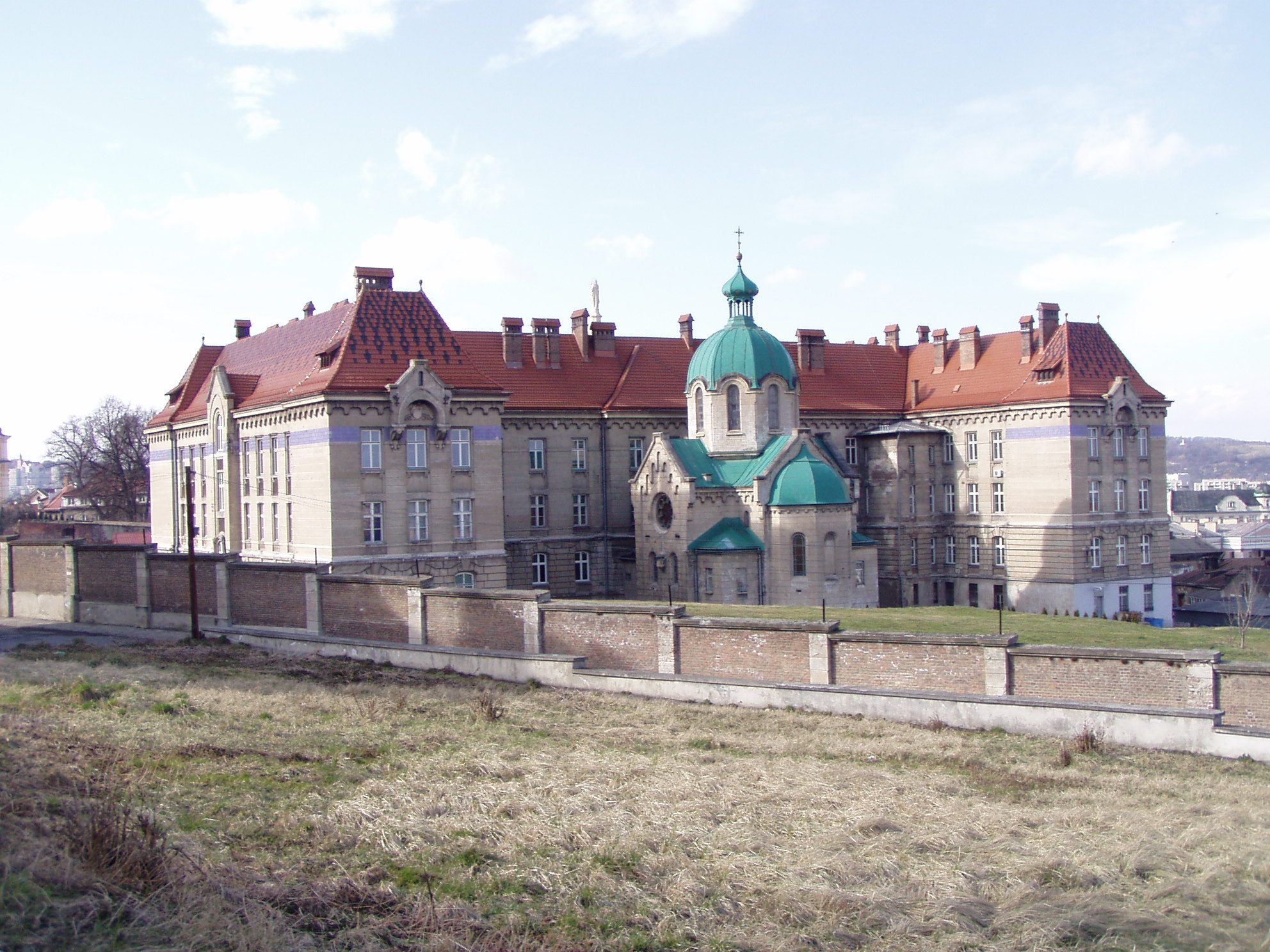
Будівля колишньої Перемиської греко-католицької духовної семінарії, поруч каплиця
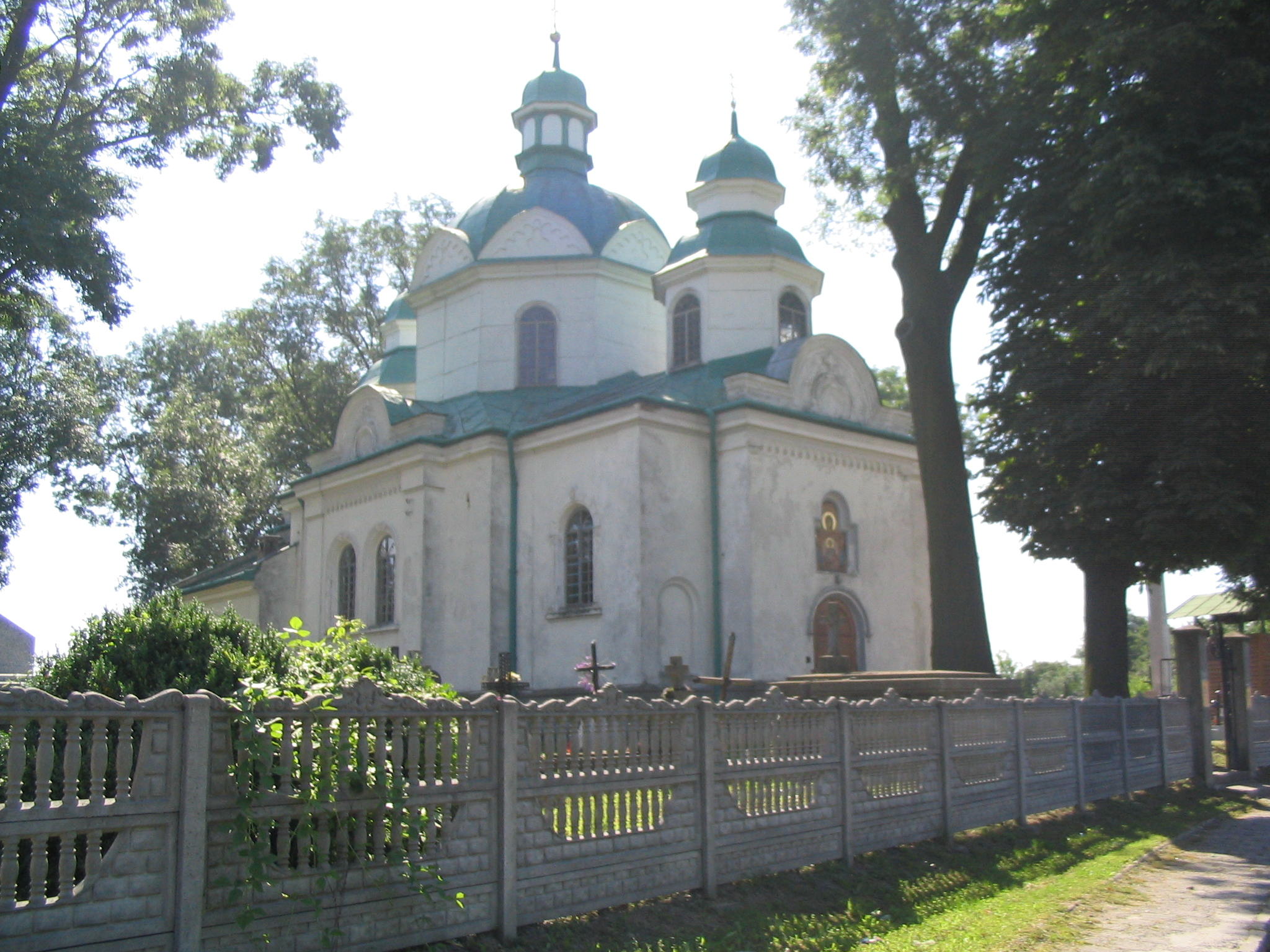
Церква Успіння Пресвятої Богородиці на Вовчому
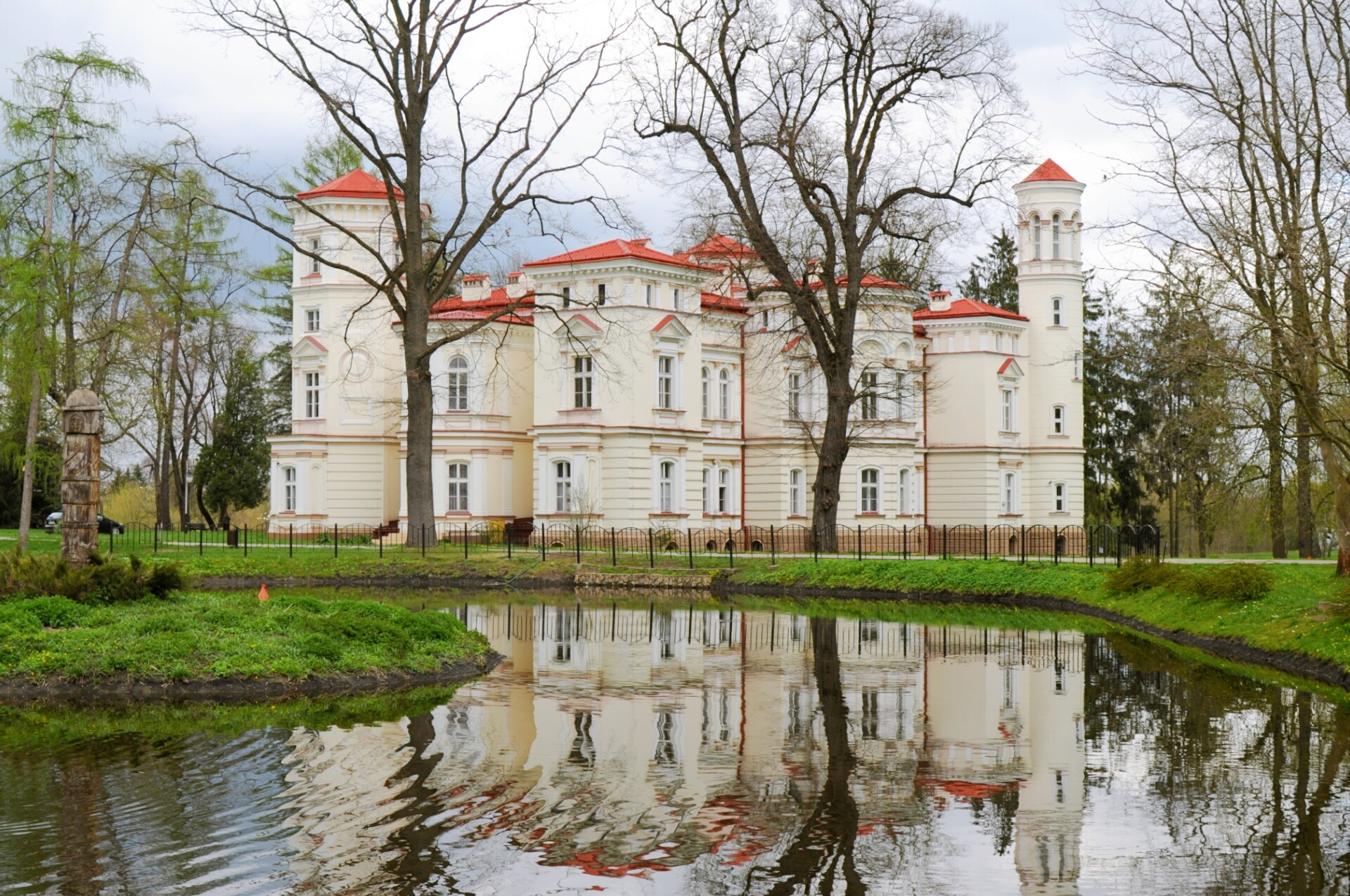
Парк князів Любомирських, вид на палац і став
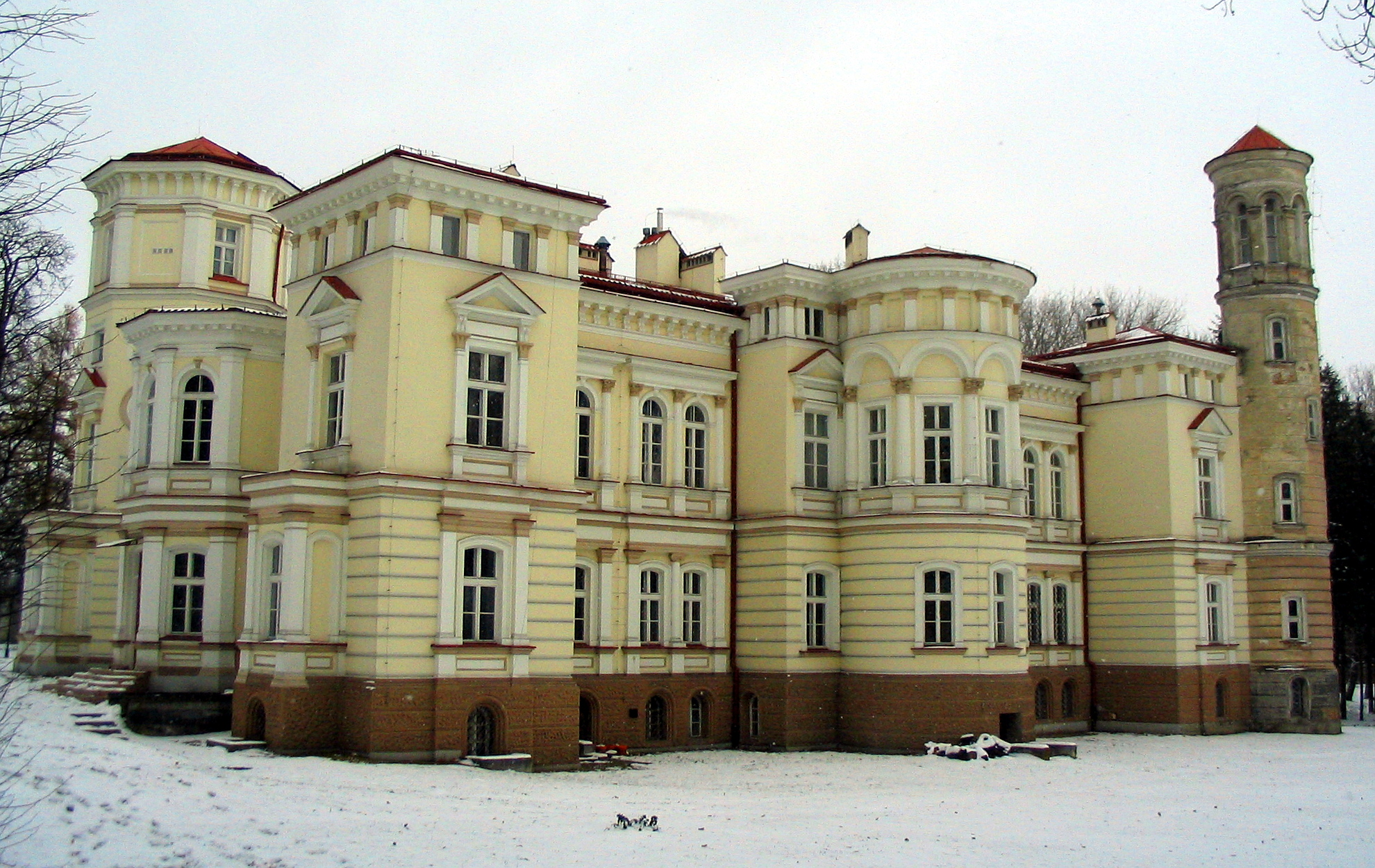
Палац князів Любомирських
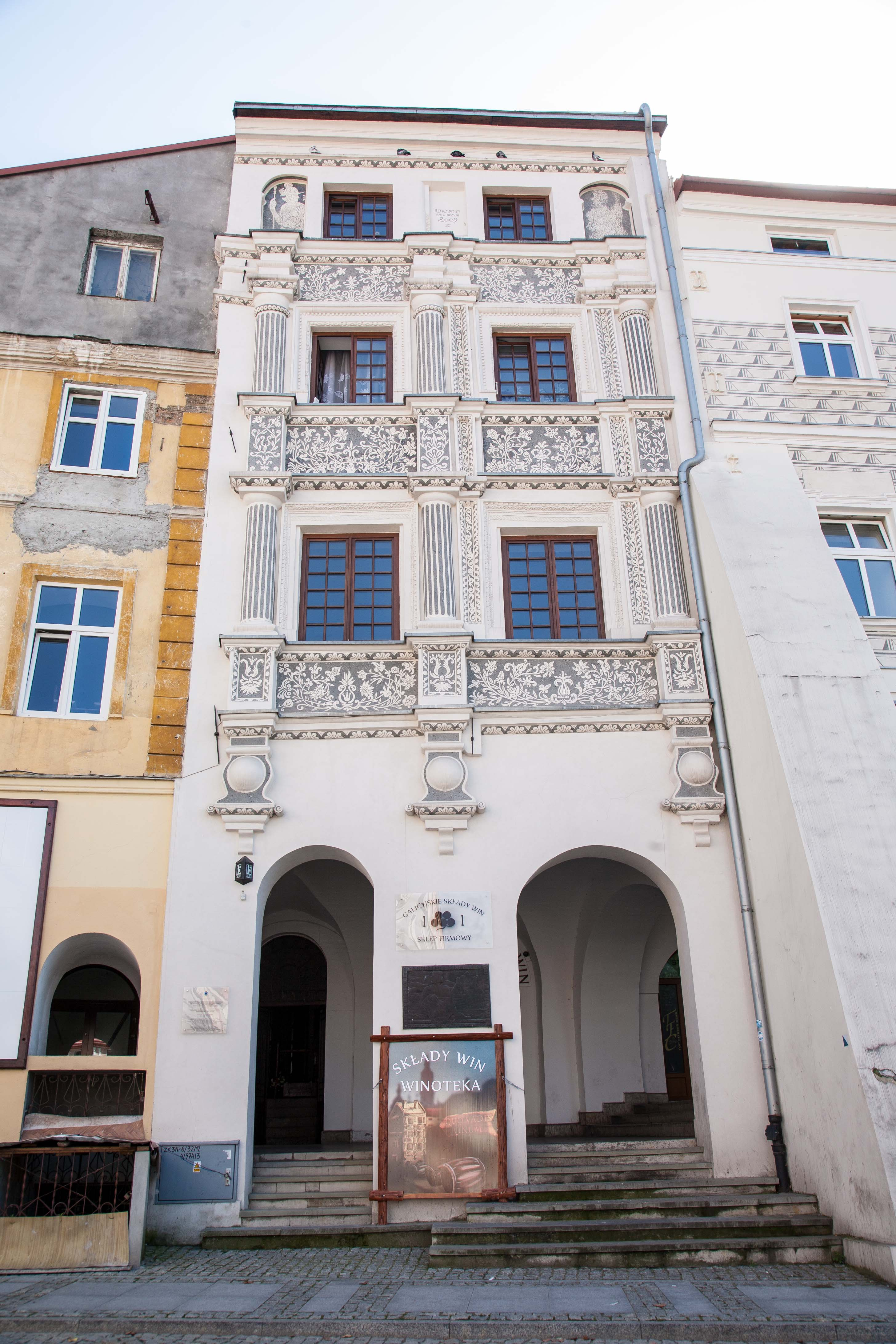
Будинок на ринку
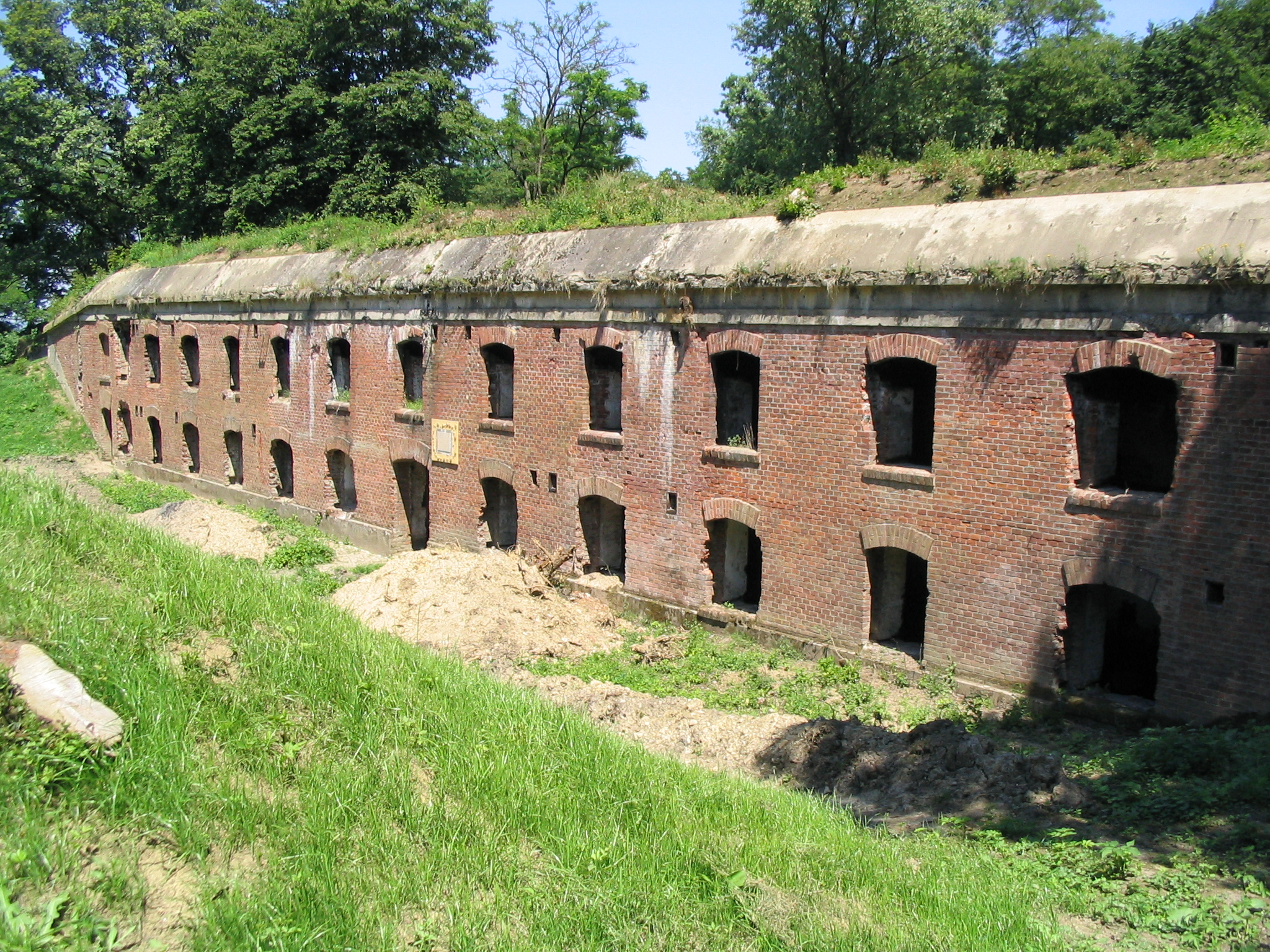
Австрійський форт W XV "Борек"
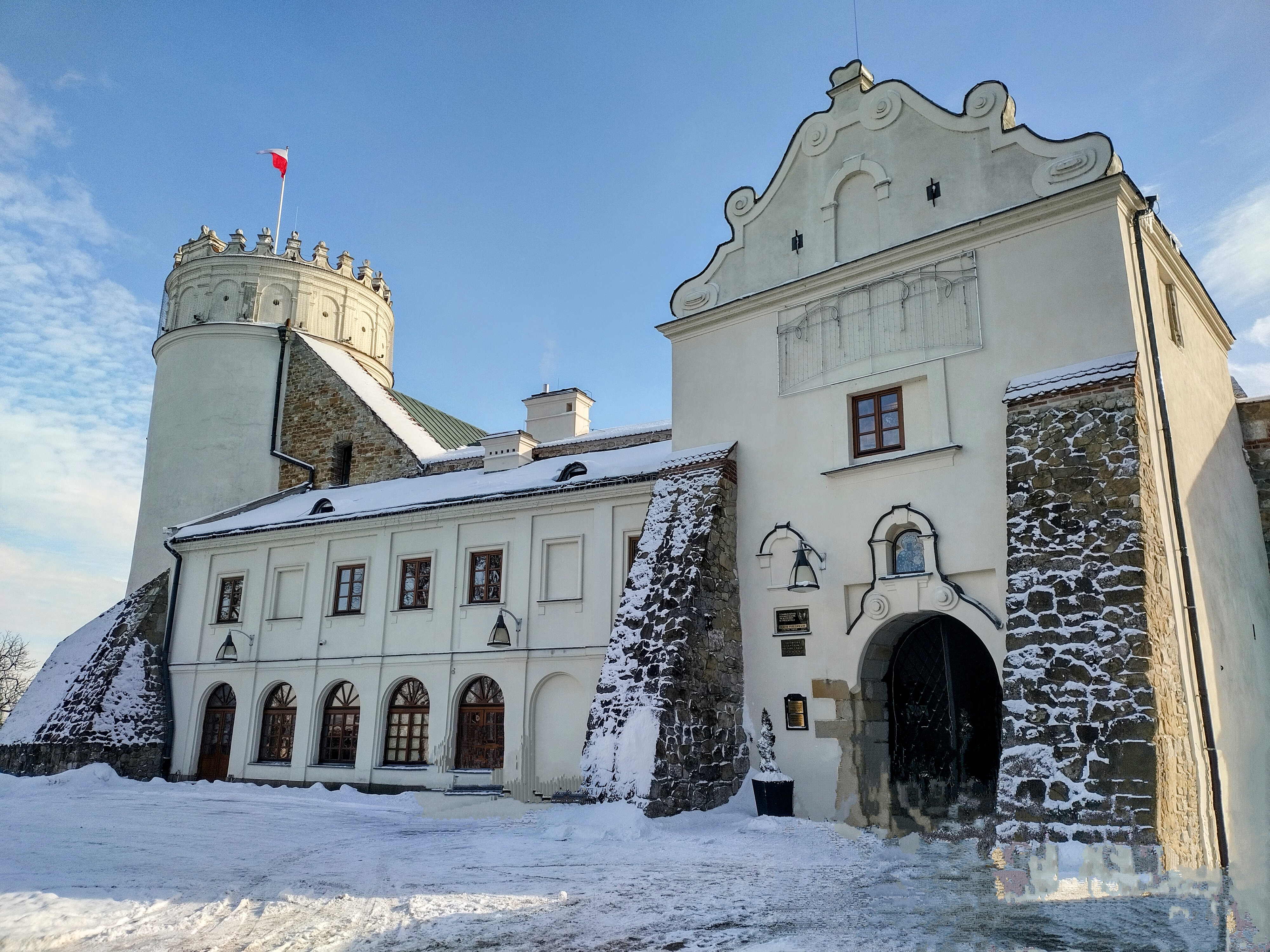
Перемиський замок
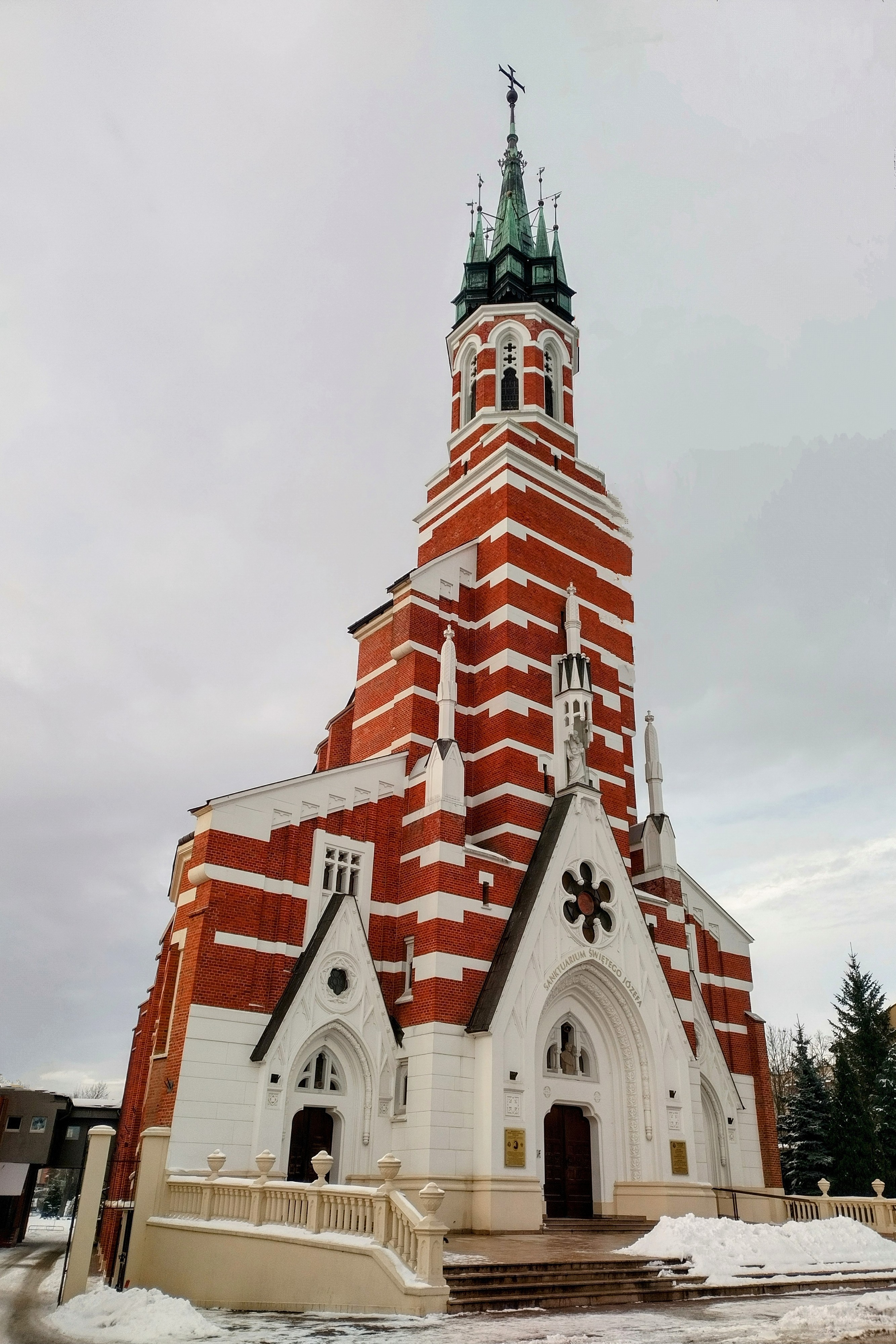
Салезіянський неоготичний костел Святого Юзефа
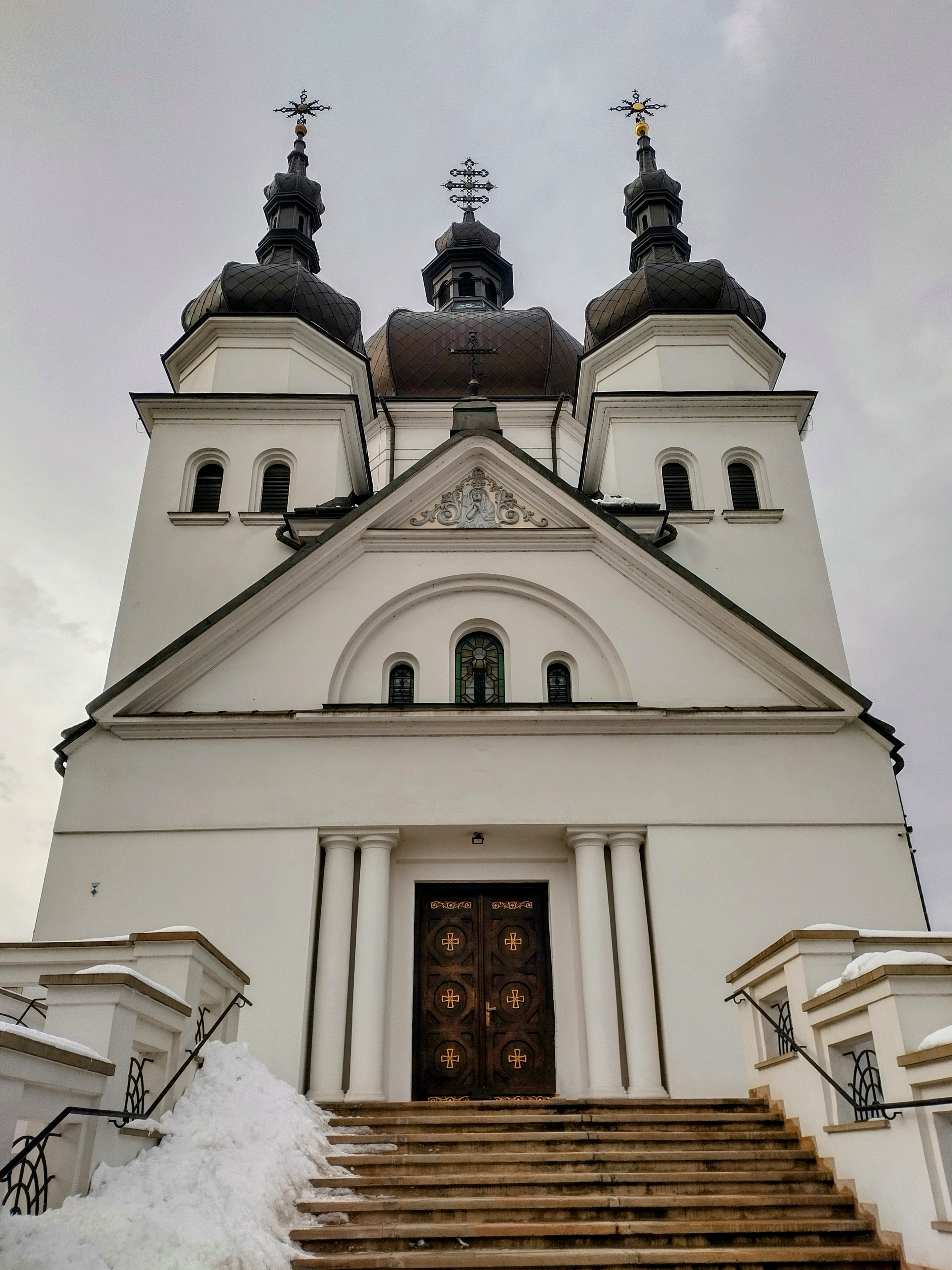
Церква Матері Божої Скорботної

## Пам'ятники

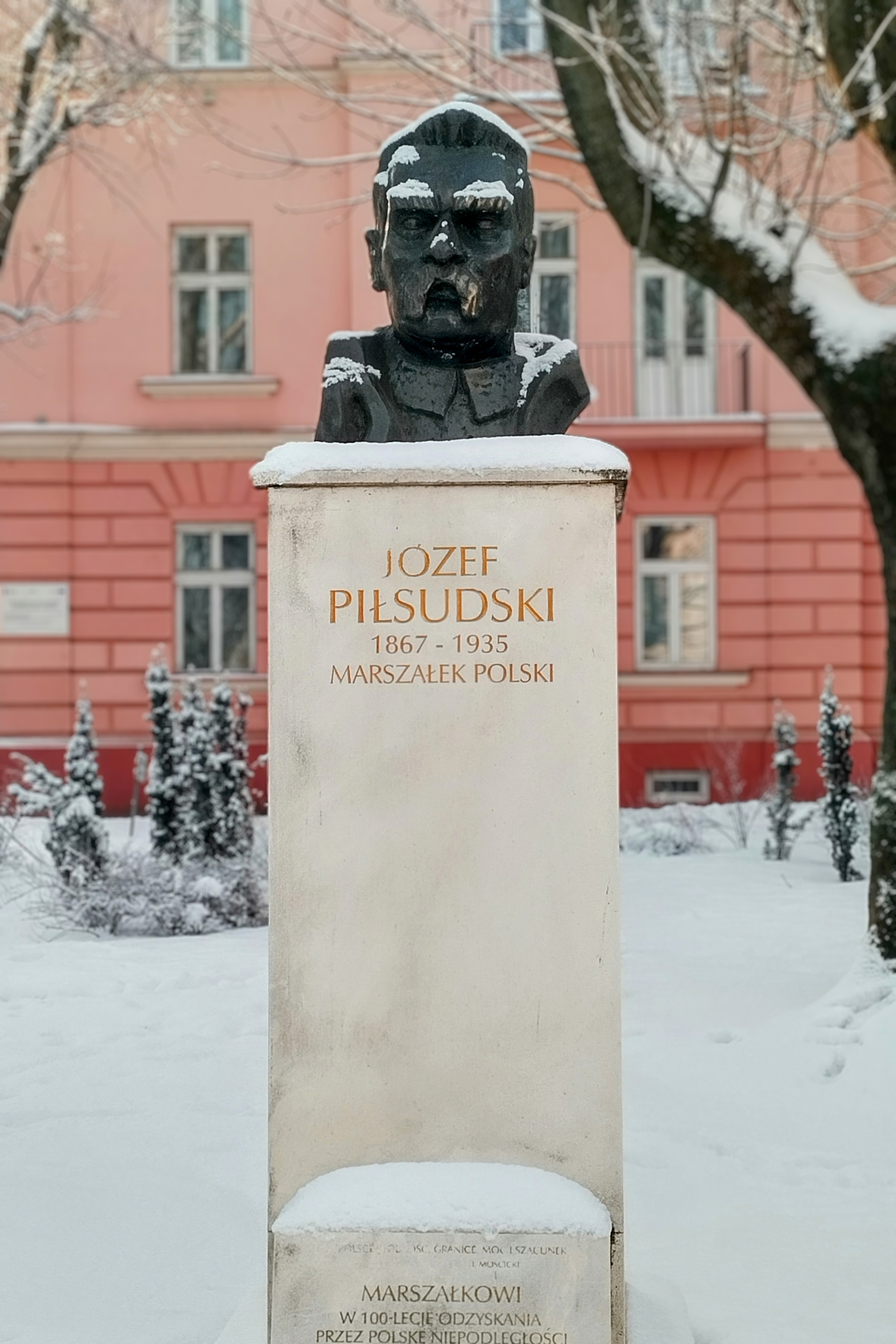
Юзеф Пілсудський
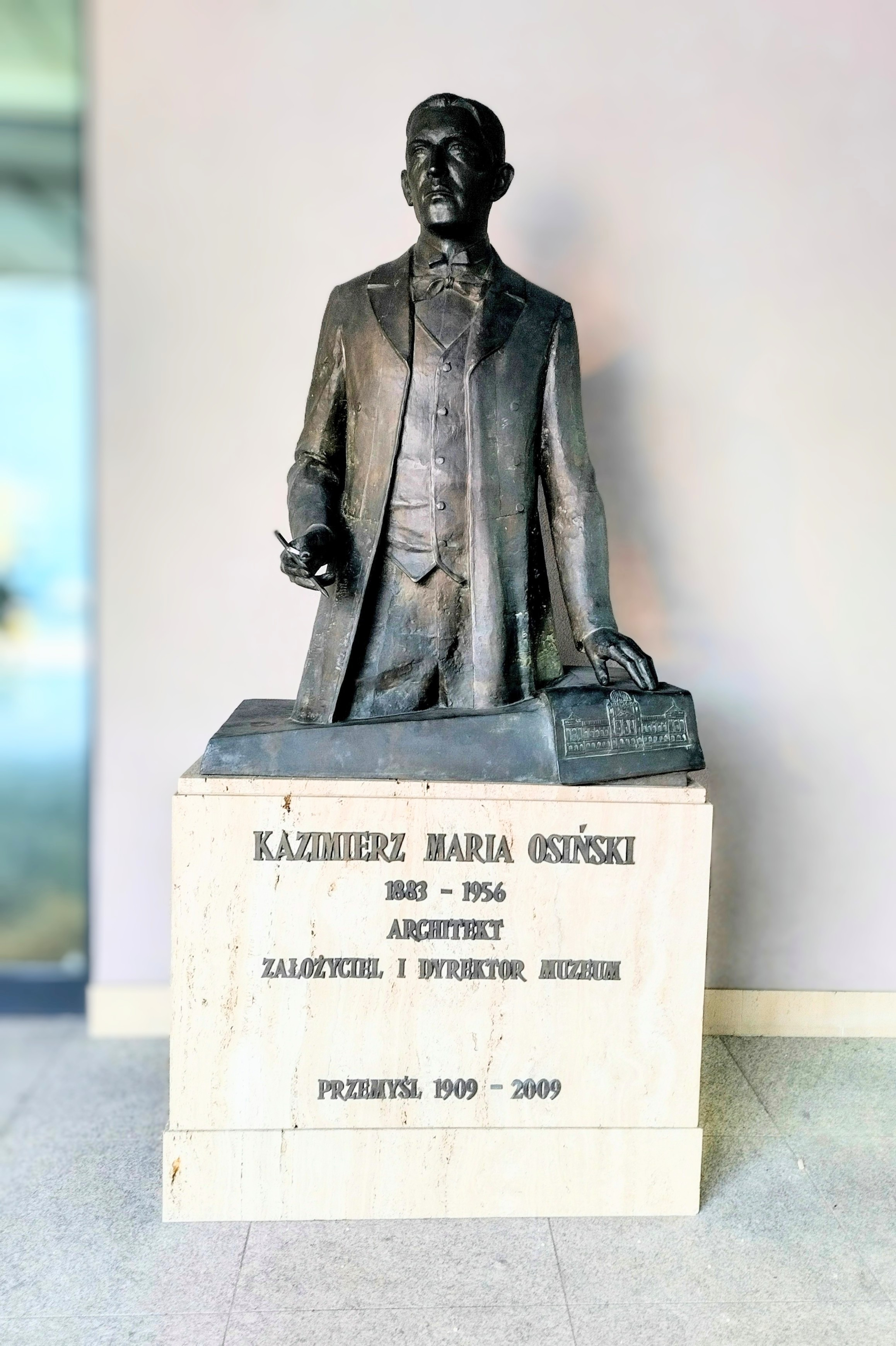
Казимеж Марія Осинський
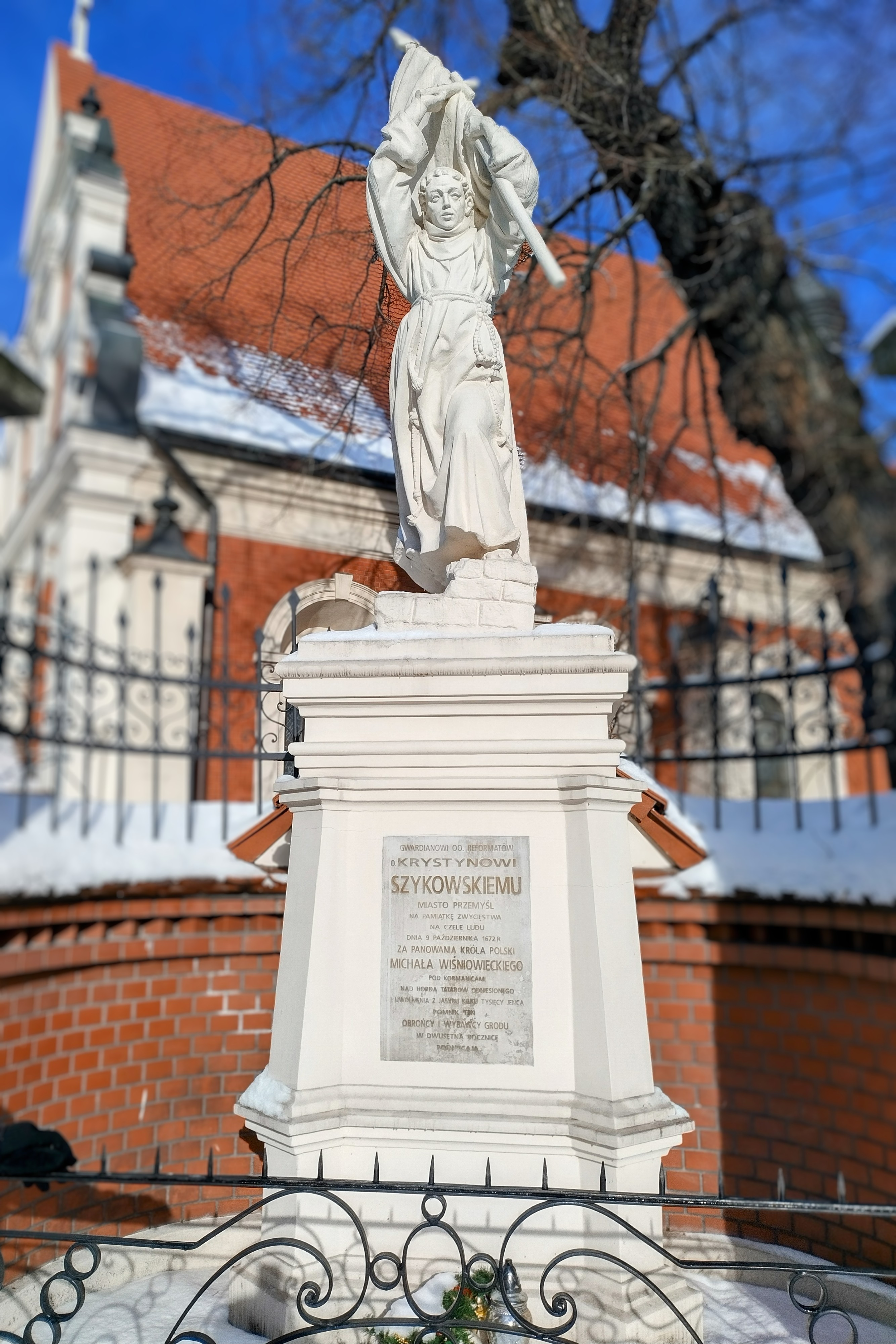
Христина Шиковська
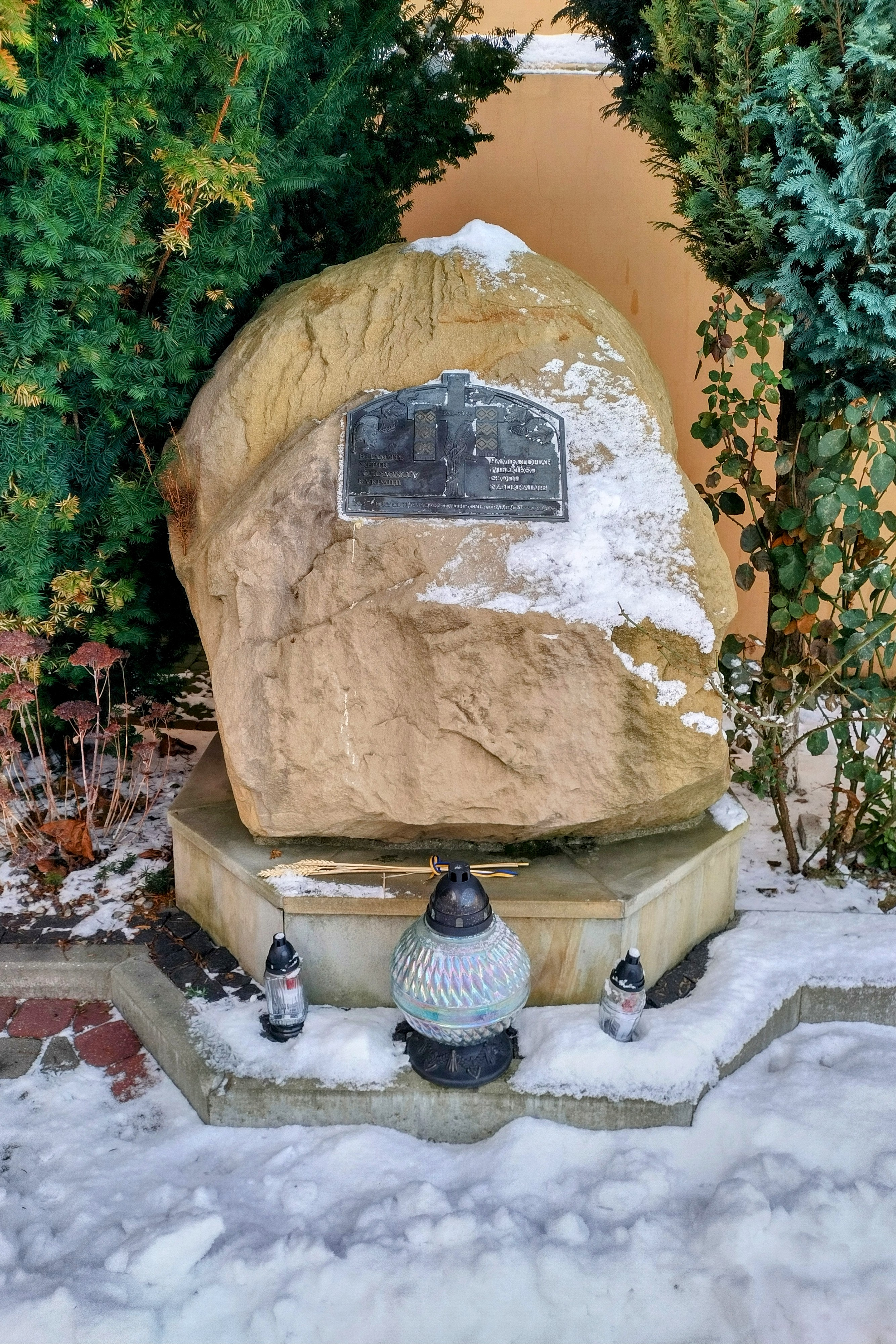
"В пам'ять жертв Голодомору в Україні"
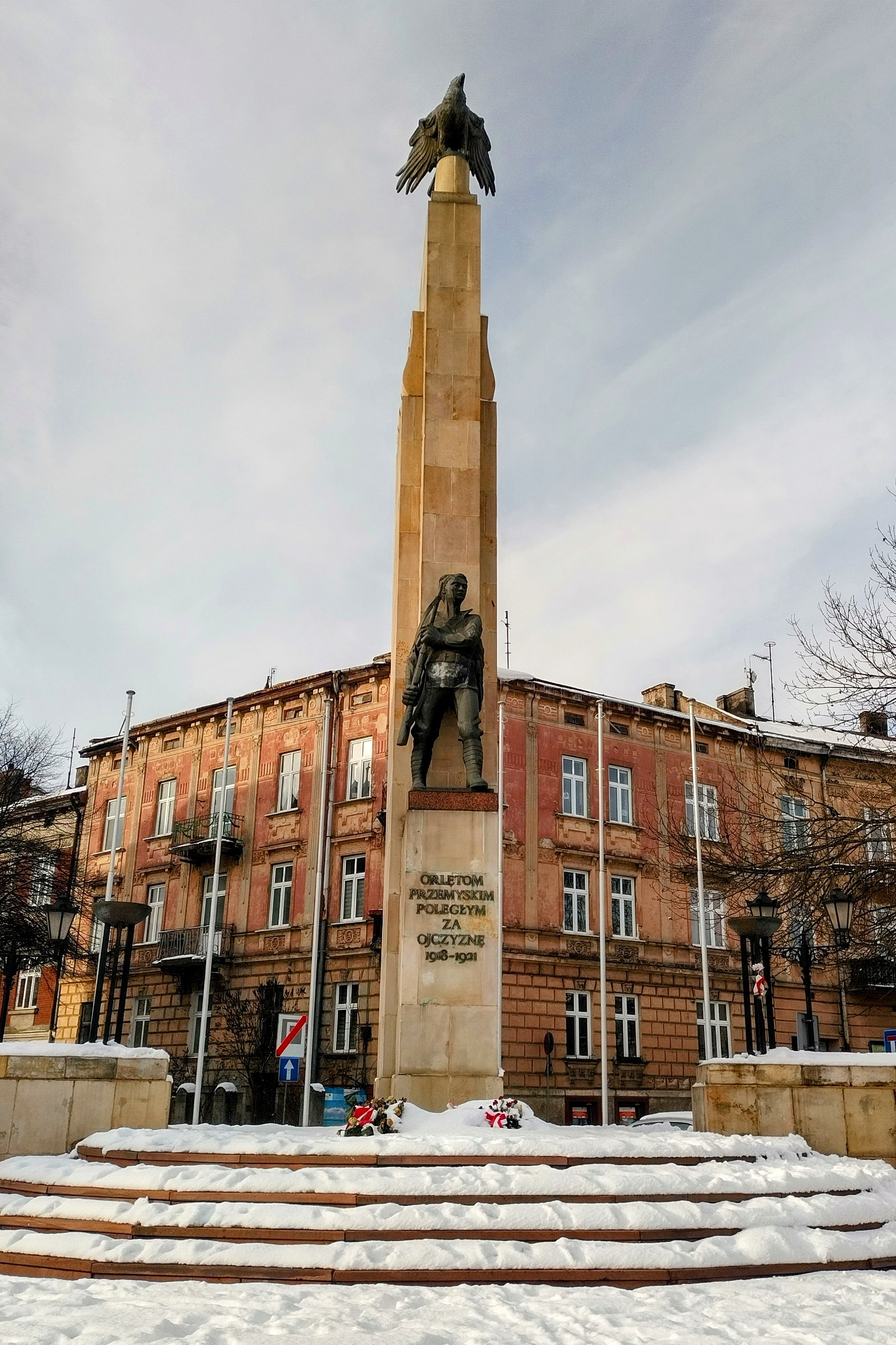
Перемишльські орлятка
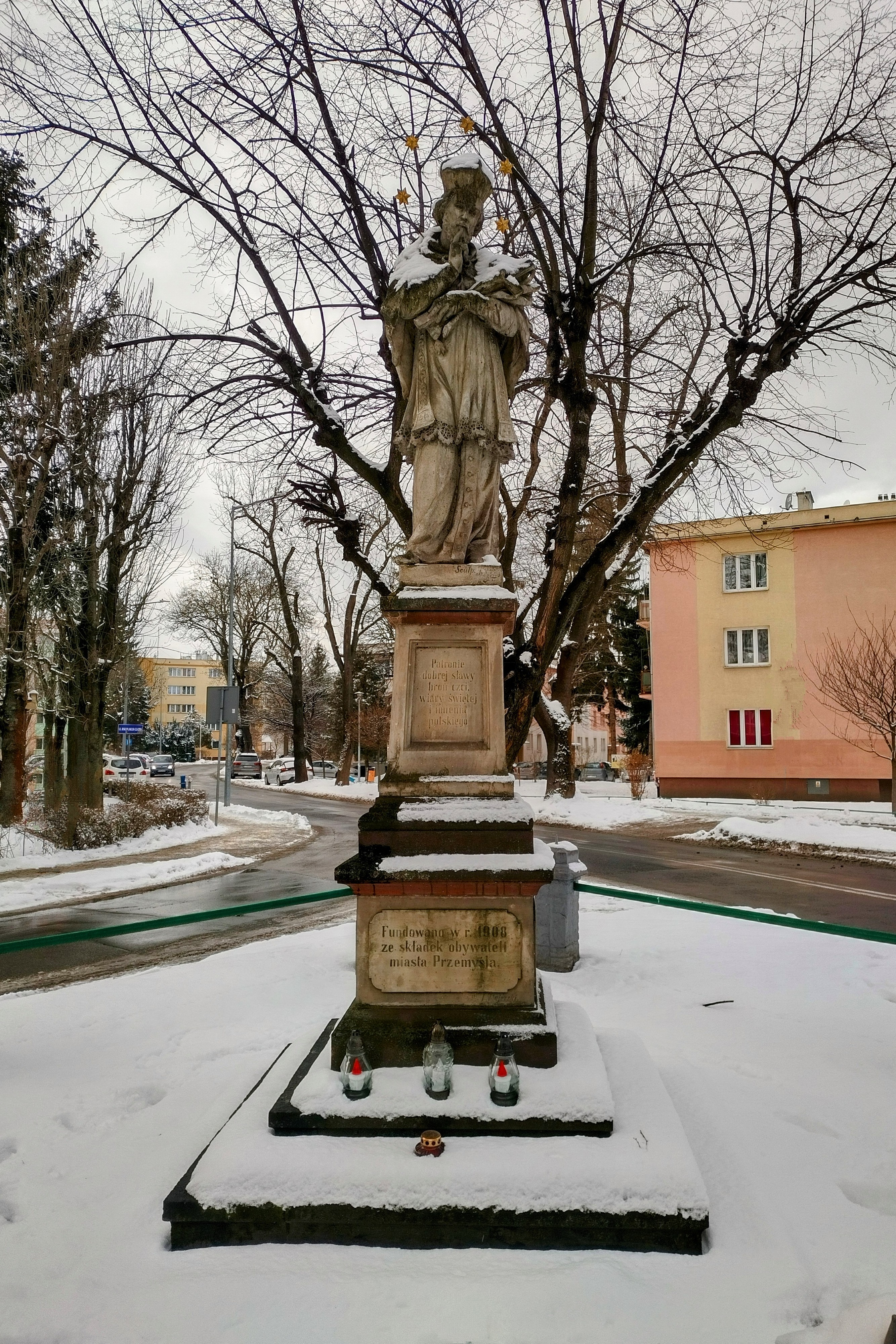
Ян Непомуцький
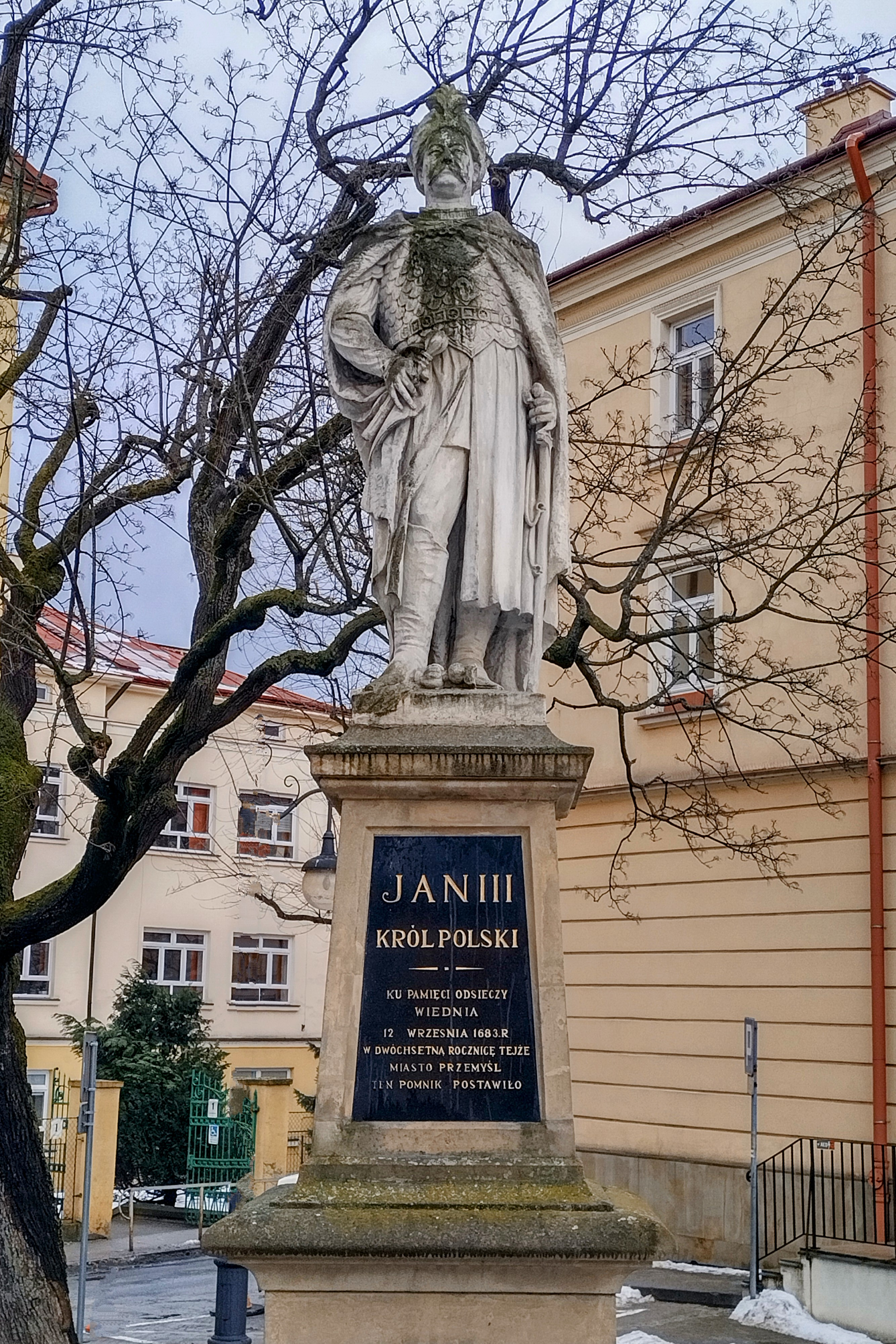
Ян III Собеський
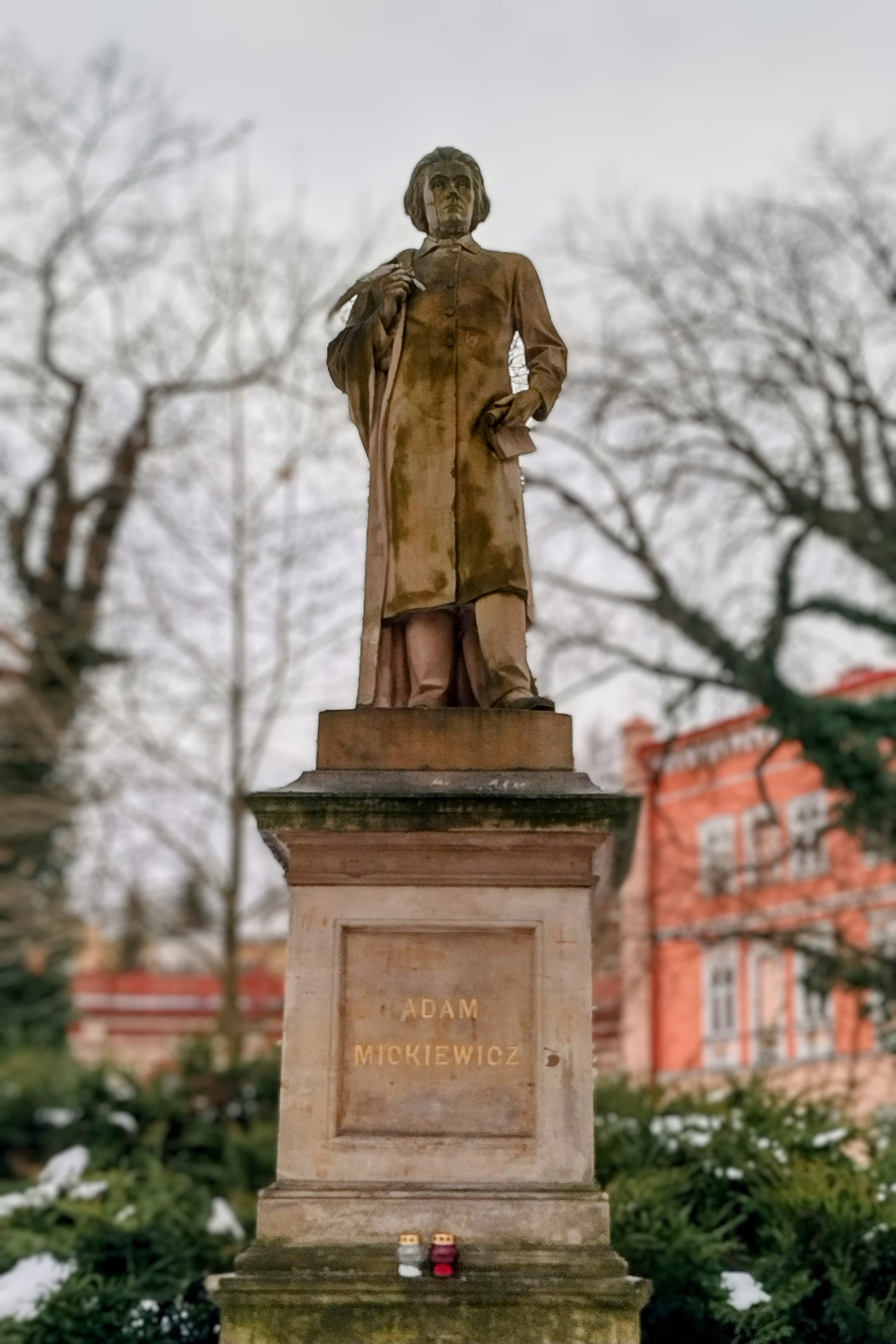
Адам Міцкевич
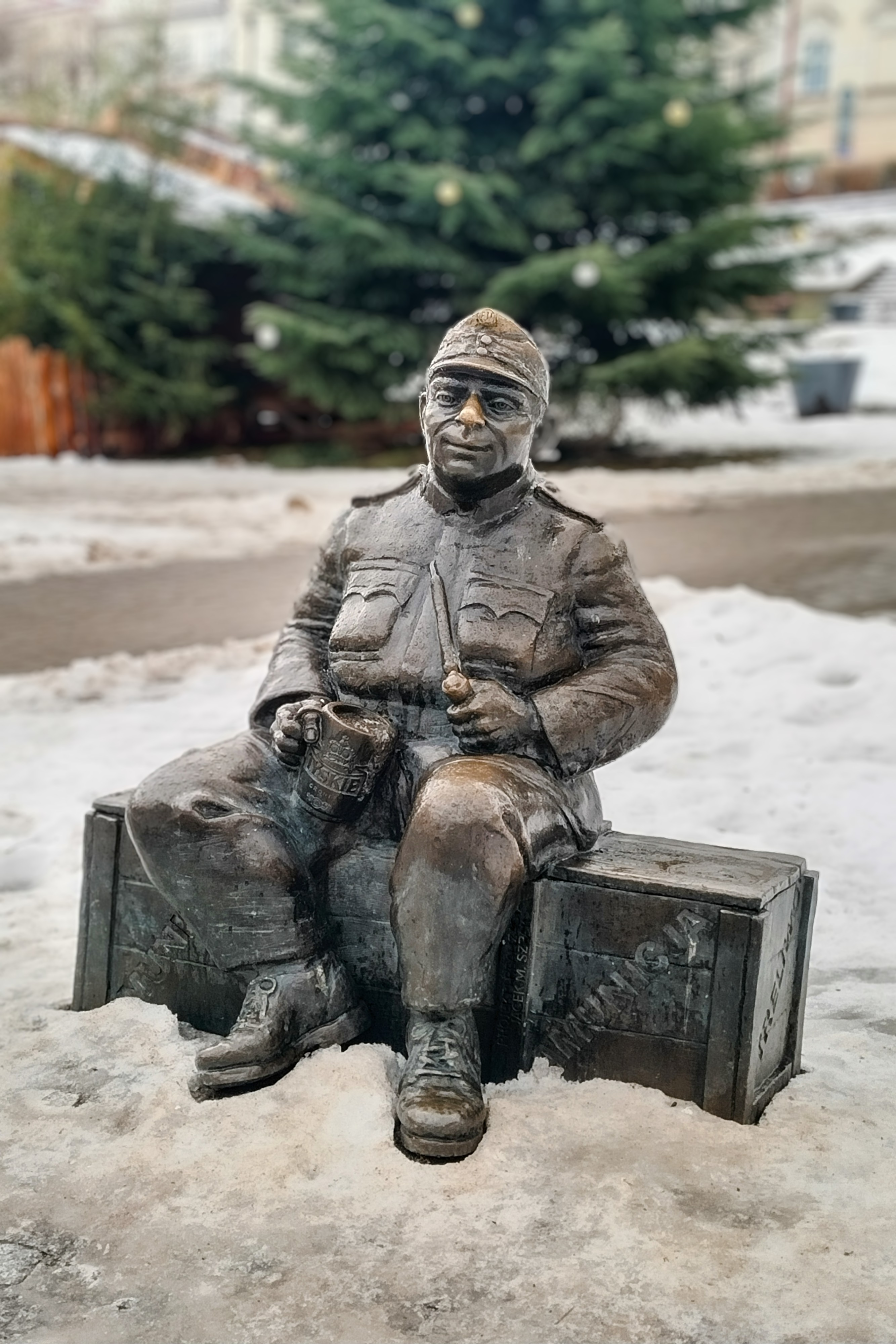
Лавка Йозефа Швейка
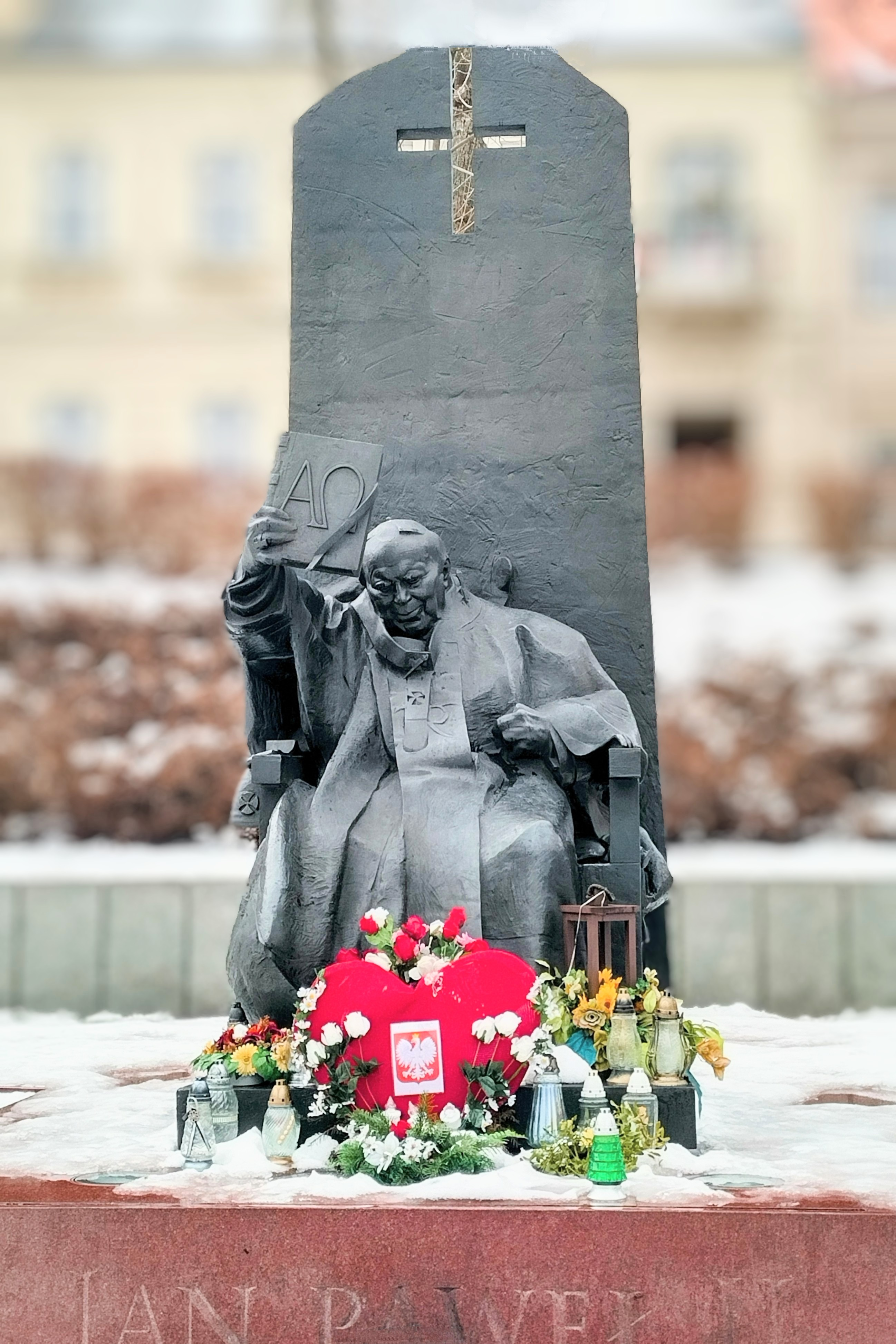
Іван Павло II
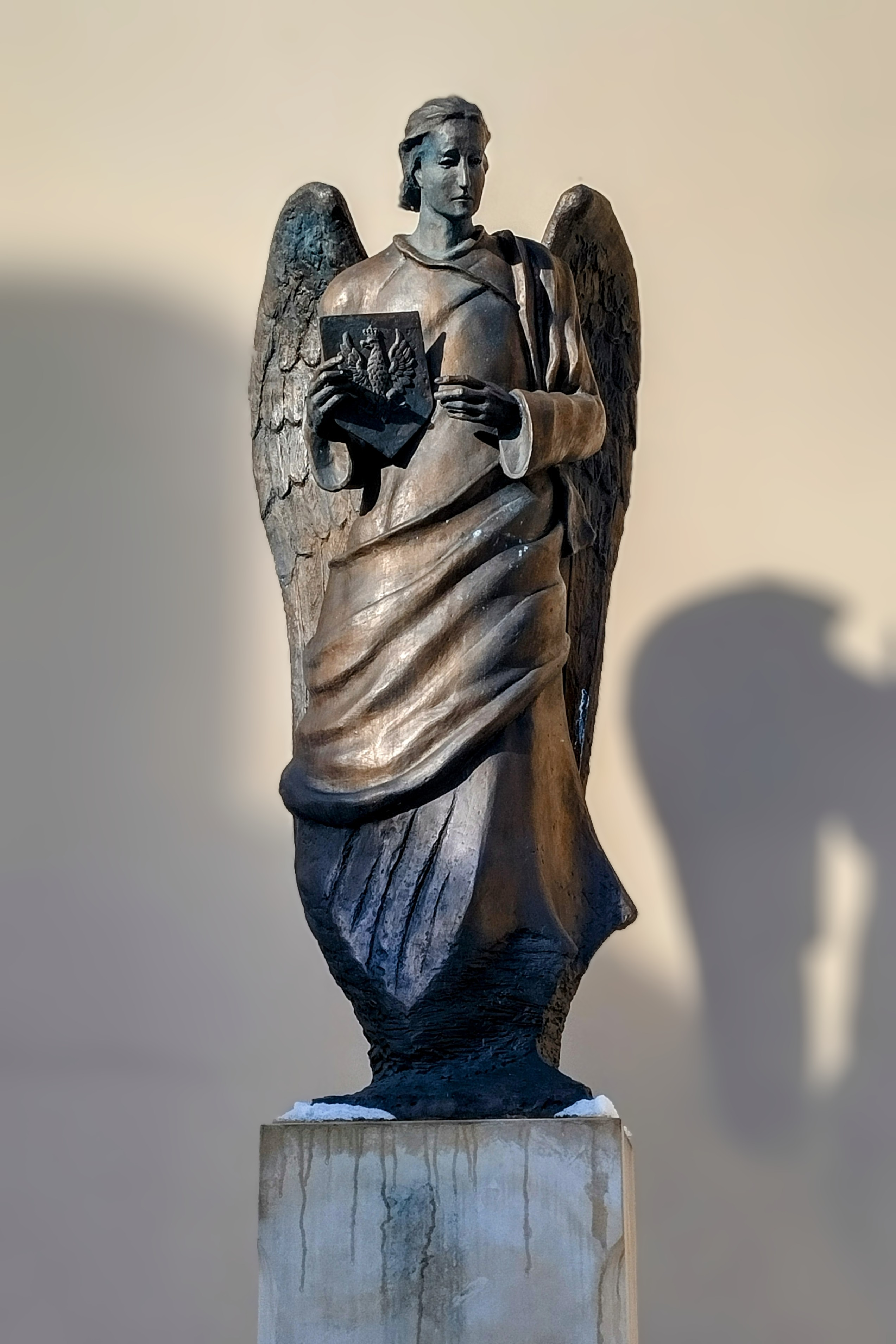
Ангел-охоронець Польщі біля Латинського собору

### Відео
- Український дім у Перемишлі на YouTube
- Протест 26 червня 2016 року проти маршу українців у Перемишлі на YouTube